# Bahnstrecke Zwönitz–Chemnitz Süd
| Ausschnitt der Streckenkarte Sachsen von 1902 | |                                                    |                                                    |
| Streckennummer (DB): | 6639; sä. ZC |                                                    |                                                    |
| Kursbuchstrecke (DB): | 522 |                                                    |                                                    |
| Kursbuchstrecke: | 142d (Zwönitz – Stollberg (Sachs)) 141f (Stollberg (Sachs) – Chemnitz Süd) jeweils 1934 170m (Zwönitz – Stollberg (Sachs)) 170f (Stollberg (Sachs) – Chemnitz Süd) jeweils 1946 |                                                    |                                                    |
| Streckenlänge: | 37,985 km |                                                    |                                                    |
| Spurweite: | 1435 mm (Normalspur) |                                                    |                                                    |
| Stromsystem: | Stollberg–Abzw Altchemnitz: 750V = |                                                    |                                                    |
| Maximale Neigung: | 25 ‰ |                                                    |                                                    |
| Minimaler Radius: | 300 m |                                                    |                                                    |
| Streckengeschwindigkeit: | 80 km/h |                                                    |                                                    |
| | |                                                    |                                                    |
| \| \| \| von Scheibenberg (Erzgeb) \| \| \| \| \| von (Adorf–) Aue (Sachs) \| \| \| \| −0,022 \| Zwönitz (ehem. Inselbahnhof) \| 548 m \| \| \| 0,497 \| EÜ Wirtschaftsweg (6 m) \| EÜ Wirtschaftsweg (6 m) \| \| \| \| nach Chemnitz Hbf \| \| \| \| 0,760 \| Chemnitz–Aue–Adorf \| Chemnitz–Aue–Adorf \| \| \| 1,660 \| EÜ Wirtschaftsweg (6,9 m) \| EÜ Wirtschaftsweg (6,9 m) \| \| \| 3,970 \| EÜ Wirtschaftsweg (12,8 m) \| EÜ Wirtschaftsweg (12,8 m) \| \| \| 4,527 \| Brücke Affalter (33,2 m) \| Brücke Affalter (33,2 m) \| \| \| 4,930 \| Affalter \| 568 m \| \| \| 7,087 \| EÜ Bundesstraße 169 (44,5 m) \| EÜ Bundesstraße 169 (44,5 m) \| \| \| 10,120 \| Oberdorf-Beutha \| 514 m \| \| \| 12,080 \| EÜ Wirtschaftsweg (7,2 m) \| EÜ Wirtschaftsweg (7,2 m) \| \| \| 13,710 \| EÜ Wirtschaftsweg (4,8 m) \| EÜ Wirtschaftsweg (4,8 m) \| \| \| 13,840 \| Mitteldorf \| Mitteldorf \| \| \| 14,014 \| Brücke Mitteldorf (35 m) \| Brücke Mitteldorf (35 m) \| \| \| 15,270 \| EÜ Wirtschaftsweg (4 m) \| EÜ Wirtschaftsweg (4 m) \| \| \| 15,510 \| EÜ Wirtschaftsweg (12,8 m), heute Bundesstraße 180 \| EÜ Wirtschaftsweg (12,8 m), heute Bundesstraße 180 \| \| \| \| von Niederwürschnitz (geplant)[2] \| \| \| \| 15,700 \| SÜ Wirtschaftsweg (12 m) \| SÜ Wirtschaftsweg (12 m) \| \| \| 16,097 \| EÜ Zwickauer Straße (44 m) \| EÜ Zwickauer Straße (44 m) \| \| \| 16,116 \| Beginn Pachtstrecke City-Bahn Chemnitz \| Beginn Pachtstrecke City-Bahn Chemnitz \| \| \| 16,238 \| EÜ Gießereistraße (12 m) \| EÜ Gießereistraße (12 m) \| \| \| 16,602 \| Stollberg (Sachs) \| 444 m \| \| \| \| nach St Egidien \| \| \| \| \| EÜ Tunnelweg \| \| \| \| 17,269 \| Stollberg Schlachthofstraße (seit 2002) \| 440 m \| \| \| \| von St Egidien \| \| \| \| 18,070 \| Abzw Stollberg Bogendreieck \| Abzw Stollberg Bogendreieck \| \| \| 18,915 \| EÜ Lichtensteiner Straße (12 m) \| EÜ Lichtensteiner Straße (12 m) \| \| \| 19,032 \| Niederdorf (Erzgeb) \| 402 m \| \| \| 20,275 \| Brücke Gablenzbach (24 m) \| Brücke Gablenzbach (24 m) \| \| \| 23,120 \| Pfaffenhain \| 360 m \| \| \| 25,660 \| Jahnsdorf (Erzgeb) \| 350 m \| \| \| 27,155 \| Adorf (Erzgeb) \| 345 m \| \| \| 28,149 \| Flutbrücke (11 m) \| Flutbrücke (11 m) \| \| \| 28,212 \| Würschnitzbrücke (17 m) \| Würschnitzbrücke (17 m) \| \| \| 28,284 \| Flutbrücke (11 m) \| Flutbrücke (11 m) \| \| \| 28,810 \| Neukirchen-Klaffenbach \| 333 m \| \| \| \| Anst Baufeld \| \| \| \| 29,540 \| Klaffenbach Hp \| Klaffenbach Hp \| \| \| 29,612 \| Würschnitzbrücke (20 m) \| Würschnitzbrücke (20 m) \| \| \| \| Chemnitz Friedrichstraße \| \| \| \| 30,970 \| Würschnitzbrücke (26 m) \| Würschnitzbrücke (26 m) \| \| \| 31,231 \| Tunnel Harthau (46 m) \| Tunnel Harthau (46 m) \| \| \| 31,445 \| Chemnitz-Harthau (ehem. Bf) \| 325 m \| \| \| 31,659 \| Würschnitzbrücke (30 m) \| Würschnitzbrücke (30 m) \| \| \| 32,433 \| Chemnitz Riemenschneiderstraße \| Chemnitz Riemenschneiderstraße \| \| \| 32,923 \| Zwönitzbrücke (13 m) \| Zwönitzbrücke (13 m) \| \| \| \| Abzw Altchemnitz \| \| \| \| \| Verbindungsgleis zur Straßenbahn Chemnitz \| \| \| \| 32,932 \| Infrastrukturgrenze City-Bahn Chemnitz / RISS \| Infrastrukturgrenze City-Bahn Chemnitz / RISS \| \| \| 33,250 \| Chemnitz Zwönitzbrücke \| 315 m \| \| \| \| Südring \| \| \| \| 34,280 \| Karl-Marx-Stadt Markersdorfer Straße \| 310 m \| \| \| 34,700 \| Chemnitz Stadtpark \| Chemnitz Stadtpark \| \| \| 34,963 \| Anst VW Sachsen \| Anst VW Sachsen \| \| \| 35,233 \| Anst Metawerk \| Anst Metawerk \| \| \| 35,523 \| Anst VW Sachsen \| Anst VW Sachsen \| \| \| 36,038 \| EÜ Paul-Gruner-Straße (16 m) \| EÜ Paul-Gruner-Straße (16 m) \| \| \| 36,178 \| EÜ Annaberger Straße (B95) (43 m) \| EÜ Annaberger Straße (B95) (43 m) \| \| \| 36,606 \| Infrastrukturgrenze RISS / DB RNI \| Infrastrukturgrenze RISS / DB RNI \| \| \| \| von (Adorf–) Aue (Sachs) \| \| \| \| 37,963 \| Chemnitz Süd (Keilbahnhof) \| 312 m \| \| \| \| nach Chemnitz Hbf \| \| | |                                                    |                                                    |
| Strecke (außer Betrieb) | | von Scheibenberg (Erzgeb)                          | von Scheibenberg (Erzgeb)                          |
| Abzweig ehemals geradeaus und von links | | von (Adorf–) Aue (Sachs)                           | von (Adorf–) Aue (Sachs)                           |
| Bahnhof | −0,022 | Zwönitz (ehem. Inselbahnhof)                       | 548 m                                              |
| Brücke | 0,497 | EÜ Wirtschaftsweg (6 m)                            | EÜ Wirtschaftsweg (6 m)                            |
| Abzweig ehemals geradeaus und nach links | | nach Chemnitz Hbf                                  | nach Chemnitz Hbf                                  |
| Kreuzung geradeaus oben (Strecke geradeaus außer Betrieb) | 0,760 | Chemnitz–Aue–Adorf                                 | Chemnitz–Aue–Adorf                                 |
| Brücke (Strecke außer Betrieb) | 1,660 | EÜ Wirtschaftsweg (6,9 m)                          | EÜ Wirtschaftsweg (6,9 m)                          |
| Brücke (Strecke außer Betrieb) | 3,970 | EÜ Wirtschaftsweg (12,8 m)                         | EÜ Wirtschaftsweg (12,8 m)                         |
| Brücke (Strecke außer Betrieb) | 4,527 | Brücke Affalter (33,2 m)                           | Brücke Affalter (33,2 m)                           |
| Bahnhof (Strecke außer Betrieb) | 4,930 | Affalter                                           | 568 m                                              |
| Brücke (Strecke außer Betrieb) | 7,087 | EÜ Bundesstraße 169 (44,5 m)                       | EÜ Bundesstraße 169 (44,5 m)                       |
| Bahnhof (Strecke außer Betrieb) | 10,120 | Oberdorf-Beutha                                    | 514 m                                              |
| Brücke (Strecke außer Betrieb) | 12,080 | EÜ Wirtschaftsweg (7,2 m)                          | EÜ Wirtschaftsweg (7,2 m)                          |
| Brücke (Strecke außer Betrieb) | 13,710 | EÜ Wirtschaftsweg (4,8 m)                          | EÜ Wirtschaftsweg (4,8 m)                          |
| Haltepunkt / Haltestelle (Strecke außer Betrieb) | 13,840 | Mitteldorf                                         | Mitteldorf                                         |
| Brücke (Strecke außer Betrieb) | 14,014 | Brücke Mitteldorf (35 m)                           | Brücke Mitteldorf (35 m)                           |
| Brücke (Strecke außer Betrieb) | 15,270 | EÜ Wirtschaftsweg (4 m)                            | EÜ Wirtschaftsweg (4 m)                            |
| Brücke (Strecke außer Betrieb) | 15,510 | EÜ Wirtschaftsweg (12,8 m), heute Bundesstraße 180 | EÜ Wirtschaftsweg (12,8 m), heute Bundesstraße 180 |
| Abzweig geradeaus und von links (Strecke außer Betrieb) | | von Niederwürschnitz (geplant)                     | von Niederwürschnitz (geplant)                     |
| Strecke mit Straßenbrücke (Strecke außer Betrieb) | 15,700 | SÜ Wirtschaftsweg (12 m)                           | SÜ Wirtschaftsweg (12 m)                           |
| Brücke (Strecke außer Betrieb) | 16,097 | EÜ Zwickauer Straße (44 m)                         | EÜ Zwickauer Straße (44 m)                         |
| | 16,116 | Beginn Pachtstrecke City-Bahn Chemnitz             | Beginn Pachtstrecke City-Bahn Chemnitz             |
| Brücke | 16,238 | EÜ Gießereistraße (12 m)                           | EÜ Gießereistraße (12 m)                           |
| Bahnhof | 16,602 | Stollberg (Sachs)                                  | 444 m                                              |
| Abzweig geradeaus und nach links | | nach St Egidien                                    | nach St Egidien                                    |
| Brücke | | EÜ Tunnelweg                                       | EÜ Tunnelweg                                       |
| Haltepunkt / Haltestelle | 17,269 | Stollberg Schlachthofstraße (seit 2002)            | 440 m                                              |
| Abzweig geradeaus und ehemals von links | | von St Egidien                                     | von St Egidien                                     |
| ehemalige Blockstelle | 18,070 | Abzw Stollberg Bogendreieck                        | Abzw Stollberg Bogendreieck                        |
| Brücke | 18,915 | EÜ Lichtensteiner Straße (12 m)                    | EÜ Lichtensteiner Straße (12 m)                    |
| Haltepunkt / Haltestelle | 19,032 | Niederdorf (Erzgeb)                                | 402 m                                              |
| Brücke über Wasserlauf | 20,275 | Brücke Gablenzbach (24 m)                          | Brücke Gablenzbach (24 m)                          |
| Bahnhof | 23,120 | Pfaffenhain                                        | 360 m                                              |
| Haltepunkt / Haltestelle | 25,660 | Jahnsdorf (Erzgeb)                                 | 350 m                                              |
| Haltepunkt / Haltestelle | 27,155 | Adorf (Erzgeb)                                     | 345 m                                              |
| Brücke | 28,149 | Flutbrücke (11 m)                                  | Flutbrücke (11 m)                                  |
| Brücke über Wasserlauf | 28,212 | Würschnitzbrücke (17 m)                            | Würschnitzbrücke (17 m)                            |
| Brücke | 28,284 | Flutbrücke (11 m)                                  | Flutbrücke (11 m)                                  |
| Bahnhof | 28,810 | Neukirchen-Klaffenbach                             | 333 m                                              |
| Abzweig geradeaus und ehemals nach links | | Anst Baufeld                                       | Anst Baufeld                                       |
| Haltepunkt / Haltestelle | 29,540 | Klaffenbach Hp                                     | Klaffenbach Hp                                     |
| Brücke über Wasserlauf | 29,612 | Würschnitzbrücke (20 m)                            | Würschnitzbrücke (20 m)                            |
| Haltepunkt / Haltestelle | | Chemnitz Friedrichstraße                           | Chemnitz Friedrichstraße                           |
| Brücke über Wasserlauf | 30,970 | Würschnitzbrücke (26 m)                            | Würschnitzbrücke (26 m)                            |
| Tunnel | 31,231 | Tunnel Harthau (46 m)                              | Tunnel Harthau (46 m)                              |
| Haltepunkt / Haltestelle | 31,445 | Chemnitz-Harthau (ehem. Bf)                        | 325 m                                              |
| Brücke über Wasserlauf | 31,659 | Würschnitzbrücke (30 m)                            | Würschnitzbrücke (30 m)                            |
| Haltepunkt / Haltestelle | 32,433 | Chemnitz Riemenschneiderstraße                     | Chemnitz Riemenschneiderstraße                     |
| Brücke über Wasserlauf | 32,923 | Zwönitzbrücke (13 m)                               | Zwönitzbrücke (13 m)                               |
| Blockstelle | | Abzw Altchemnitz                                   | Abzw Altchemnitz                                   |
| Abzweig geradeaus und nach rechts | | Verbindungsgleis zur Straßenbahn Chemnitz          | Verbindungsgleis zur Straßenbahn Chemnitz          |
| Wechsel des Eisenbahninfrastrukturunternehmens | 32,932 | Infrastrukturgrenze City-Bahn Chemnitz / RISS      | Infrastrukturgrenze City-Bahn Chemnitz / RISS      |
| ehemaliger Haltepunkt / Haltestelle | 33,250 | Chemnitz Zwönitzbrücke                             | 315 m                                              |
| Strecke mit Straßenbrücke | | Südring                                            | Südring                                            |
| ehemaliger Haltepunkt / Haltestelle | 34,280 | Karl-Marx-Stadt Markersdorfer Straße               | 310 m                                              |
| ehemaliger Haltepunkt / Haltestelle | 34,700 | Chemnitz Stadtpark                                 | Chemnitz Stadtpark                                 |
| Abzweig geradeaus und nach links | 34,963 | Anst VW Sachsen                                    | Anst VW Sachsen                                    |
| Abzweig geradeaus und nach rechts | 35,233 | Anst Metawerk                                      | Anst Metawerk                                      |
| Abzweig geradeaus und von links | 35,523 | Anst VW Sachsen                                    | Anst VW Sachsen                                    |
| Brücke | 36,038 | EÜ Paul-Gruner-Straße (16 m)                       | EÜ Paul-Gruner-Straße (16 m)                       |
| Brücke | 36,178 | EÜ Annaberger Straße (B95) (43 m)                  | EÜ Annaberger Straße (B95) (43 m)                  |
| Wechsel des Eisenbahninfrastrukturunternehmens | 36,606 | Infrastrukturgrenze RISS / DB RNI                  | Infrastrukturgrenze RISS / DB RNI                  |
| Abzweig geradeaus und von rechts | | von (Adorf–) Aue (Sachs)                           | von (Adorf–) Aue (Sachs)                           |
| Bahnhof | 37,963 | Chemnitz Süd (Keilbahnhof)                         | 312 m                                              |
| Strecke | | nach Chemnitz Hbf                                  | nach Chemnitz Hbf                                  |

Die Bahnstrecke Zwönitz–Chemnitz Süd ist eine Nebenbahn in Sachsen, die ursprünglich von Zwönitz über Stollberg/Erzgeb. durch das Würschnitztal nach Chemnitz führte. Heute ist im Rahmen des Chemnitzer Modells nur noch der Abschnitt von Stollberg nach Chemnitz in Betrieb. Dieser Abschnitt ist auch als Würschnitztalbahn bekannt.

## Geschichte

### Vorgeschichte und Bau
Erste Planungen für eine Eisenbahn im Würschnitztal stammten von der Chemnitz-Aue-Adorfer Eisenbahn-Gesellschaft, trachtete diese doch nach einer möglichst kurzen Anbindung ihrer Hauptstrecke an das wichtige Lugau-Oelsnitzer Steinkohlenrevier. Realisiert wurde das Vorhaben jedoch erst in Regie der Königlich Sächsischen Staatseisenbahnen. Im November 1887 begann der Bau der Verbindung von Zwönitz nach Stollberg. Dort bestand Anschluss an die seit 1879 bestehende Bahnstrecke Stollberg–St. Egidien. Am 15. Juli 1889 wurde die Strecke eröffnet, dabei fuhren täglich je drei gemischte Züge in beide Richtungen, sowie ein zusätzlicher Personenzug an Sonn- und Feiertagen.
Zunächst wollte man die Lücke im Würschnitztal, d. h. den Abschnitt von Stollberg nach Chemnitz, mit einer Schmalspurbahn schließen, denn die dort gelegenen Fabrikanlagen versprachen ein hohes Verkehrsaufkommen. Wegen des Güterverkehrs des Lugau-Oelsnitzer Steinkohlenreviers favorisierte man recht bald eine Normalspurbahn. Die Frage, ob man die Bahn in Höhlteich, Lugau oder Stollberg an das vorhandene Streckennetz anbinden sollte, wurde zugunsten von Stollberg entschieden. Die Fortführung der Bahn im Würschnitztal in Richtung Chemnitz wurde 1894 beschlossen, am 1. Oktober 1895 wurde der Betrieb aufgenommen. Eine 486 Meter lange Verbindungskurve bei Niederdorf ermöglichte fortan auch das Verkehren direkter Güterzüge aus Richtung Oelsnitz nach Chemnitz.
Am 1. Mai 1900 wurde die Bahnstrecke Zwönitz–Scheibenberg eröffnet. Mit dem Streckenbau nach Scheibenberg entstand in Zwönitz auch das Kreuzungsbauwerk über die Bahnstrecke Chemnitz–Adorf. Viele Züge von Stollberg endeten in der Folgezeit nicht mehr in Zwönitz, sondern fuhren über Scheibenberg und einen Teil der Bahnstrecke Annaberg-Buchholz–Schwarzenberg weiter bis Schlettau.

### Nachkriegs- und DDR-Zeit

Fahrplan 1950/51, die Wismut-Bergarbeiterzüge sind nicht im Fahrplan verzeichnet

Nach dem Zweiten Weltkrieg wurde 1946 die 486 Meter lange Verbindungskurve bei Stollberg abgebaut.
Der 16,25 Kilometer lange Abschnitt zwischen Zwönitz und Stollberg besaß entgegen den Planungen allerdings nie eine größere Verkehrsbedeutung. So wurde am 20. August 1947 der Verkehr auf der Relation Zwönitz–Stollberg zusammen mit dem Streckenabschnitt Zwönitz–Elterlein eingestellt und anschließend die Strecke als Reparationsleistung für die Sowjetunion abgebaut. Doch aufgrund des Uranbergbaus im Erzgebirge und den damit verbundenen erhöhten Transportleistungen wurde das abgebaute Stück zwei Jahre später wieder aufgebaut. Nachdem das Teilstück am 1. Juli 1949 wiedereröffnet wurde, erlebte die Strecke bis Mitte der 1950er Jahre durch den Wismutbergbau eine kurze Blütezeit.
Dennoch gehörte das Streckenstück zwischen Zwönitz und Stollberg mit zu den ersten normalspurigen Strecken in Sachsen, die aufgegeben wurden. Da beim Wiederaufbau nur gebrauchtes Altmaterial vorhanden war und verwendet wurde, erforderte das Streckenstück aufwendige Unterhaltungsmaßnahmen. Nach der Verlagerung des Wismutberufsverkehrs und dem Rückgang der Steinkohlenförderung im Lugau-Oelsnitzer Steinkohlenrevier deckten die Einnahmen bei weitem nicht die Ausgaben, zudem erhöhte sich die Reisezeit durch mehr Langsamfahrstellen immer weiter. Am 17. März 1967 wurde daher der Gesamtverkehr eingestellt, nachdem ab dem 10. Oktober 1966 die Personenzüge durch Schienenersatzverkehr ersetzt wurden. Einzelne Rangierfahrten zum Schilderwerk Beutha fanden noch bis zum 3. November 1967 statt. In den Jahren 1968 bis 1976 wurden die Gleise und Brücken schrittweise abgebaut.

### Entwicklung seit 1991
In den 1990er Jahren begannen in Chemnitz die Planungen für ein Stadtbahnsystem analog zum Karlsruher Modell. Als Pilotstrecke des lokal angepassten Chemnitzer Modells war die Verbindung zwischen Chemnitz und Stollberg vorgesehen. Im Gegensatz zum System in Karlsruhe war in Chemnitz zunächst der Betrieb mit nur geringfügig modifizierten normalen Straßenbahnfahrzeugen vorgesehen. Probleme technischer und rechtlicher Art verzögerten das Projekt mehrfach. Diskussionen gab es etwa um die vorgesehenen Bahnsteighöhen von nur 200 Millimetern über Schienenoberkante, die nach Ansicht des Eisenbahn-Bundesamtes nicht zulässig gewesen wären. Die Bahnsteighöhe von 200 Millimetern über Schienenoberkante ist an den damals geltenden Standard im Netz der Straßenbahn Chemnitz angelehnt. Bei Neu- und Umbauten im Eisenbahnnetz sind gemäß EBO § 13 zwar mindestens 380 Millimeter hohe Bahnsteige vorgeschrieben, gleichwohl handelt es sich um eine zulässige Ausnahme nach § 3 EBO, die von der zuständigen Landesbehörde im Freistaat Sachsen genehmigt worden ist. Die City-Bahn Chemnitz, Pächterin der Strecke seit Juni 2001 und damit zuständiges Eisenbahninfrastrukturunternehmen, unterliegt als nichtbundeseigenes Unternehmen der Eisenbahnaufsicht des Freistaats Sachsen.
In Altchemnitz wurde die Verbindung zum Straßenbahnnetz hergestellt und zwischen Altchemnitz und Stollberg eine Hochkettenfahrleitung errichtet. Sie wird, wie bei Straßenbahnen in Deutschland vielfach üblich, mit 750 Volt Gleichstrom betrieben. Weil im Straßenbahnnetz von Chemnitz noch eine Fahrdrahtspannung von 600 Volt besteht, musste man bei Altchemnitz eine Systemtrennstelle einrichten. Im Bahnhof Stollberg wurde ein elektronisches Stellwerk der Firma Baudis Bergmann Rösch Verkehrstechnik GmbH gebaut. Der gesamte Abschnitt Altchemnitz–Stollberg wird im rechnergestützten Zugleitbetrieb betrieben, als Rückfallebene sowie zwischen Altchemnitz und Chemnitz Süd wird Zugleitbetrieb nach FV-NE angewandt. Um das Fahrgastpotenzial besser auszuschöpfen, wurden an der Strecke vier neue Haltepunkte eingerichtet.
Am 15. Dezember 2002 wurde der planmäßige elektrische Zugbetrieb mit Variobahn-Niederflurgelenkwagen der City-Bahn Chemnitz aufgenommen.

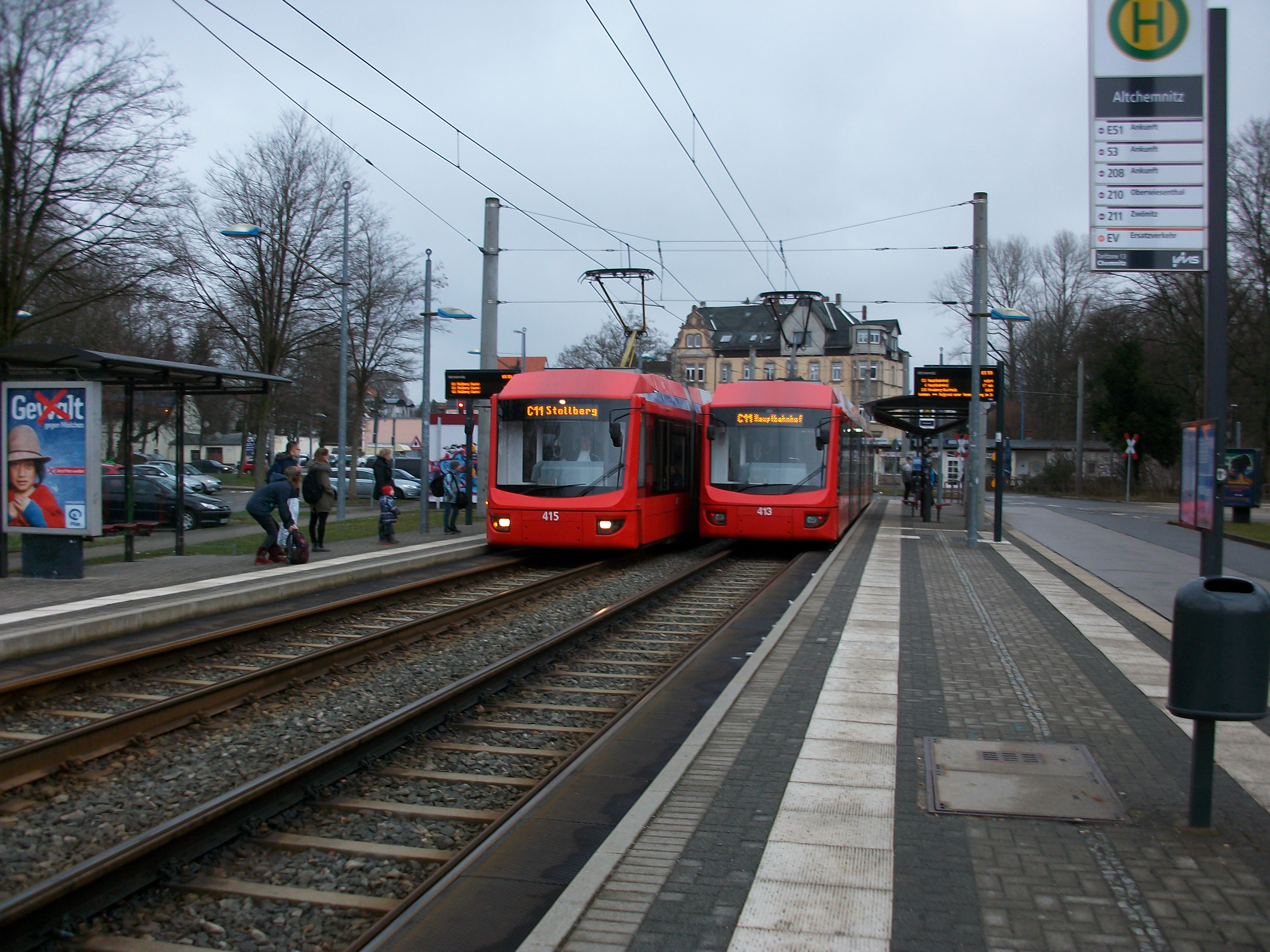
Haltestelle Altchemnitz mit Zugkreuzung City-Bahn (2016)
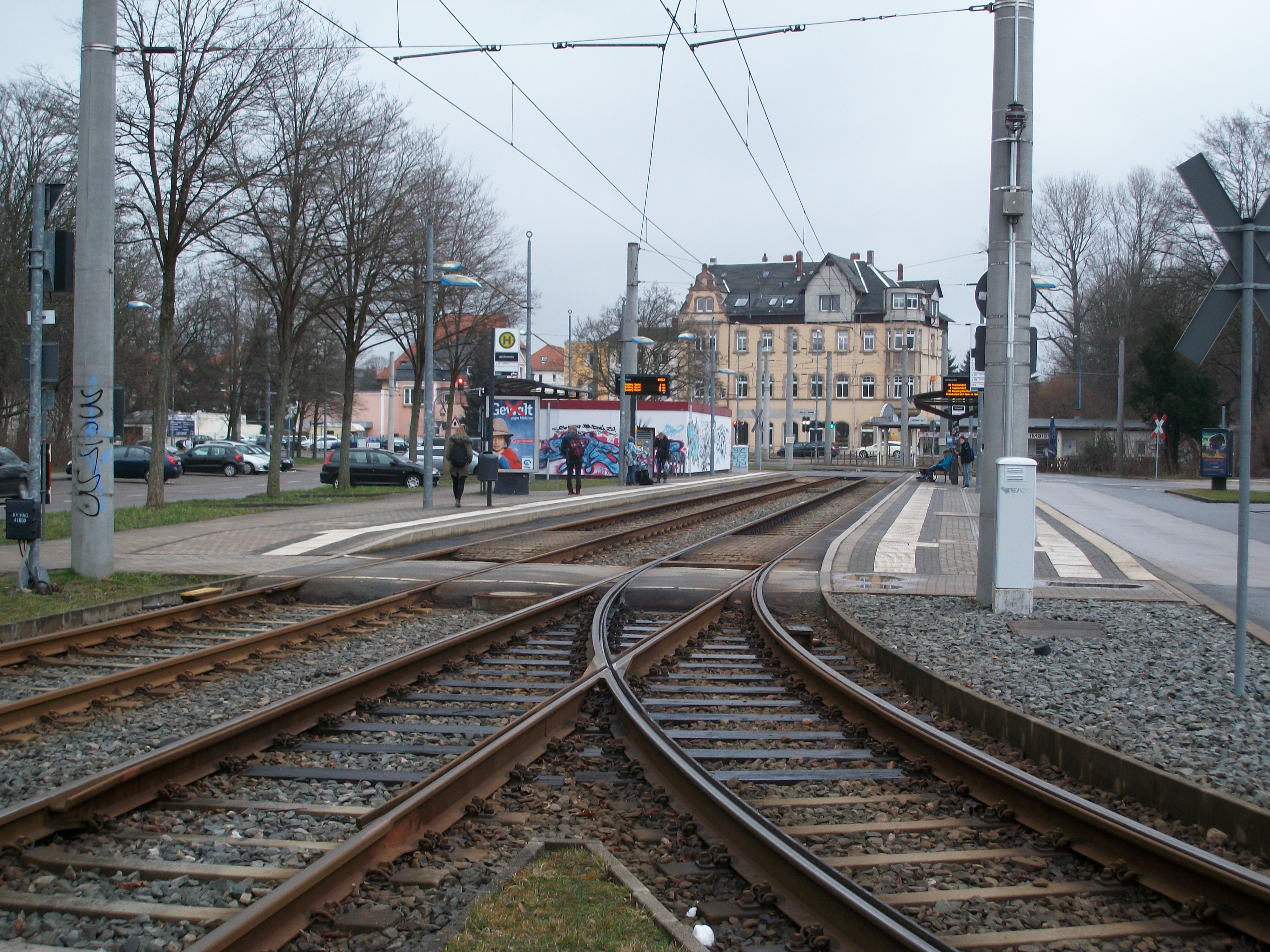
Wendeschleife Altchemnitz mit Anbindung City-Bahn (2016)
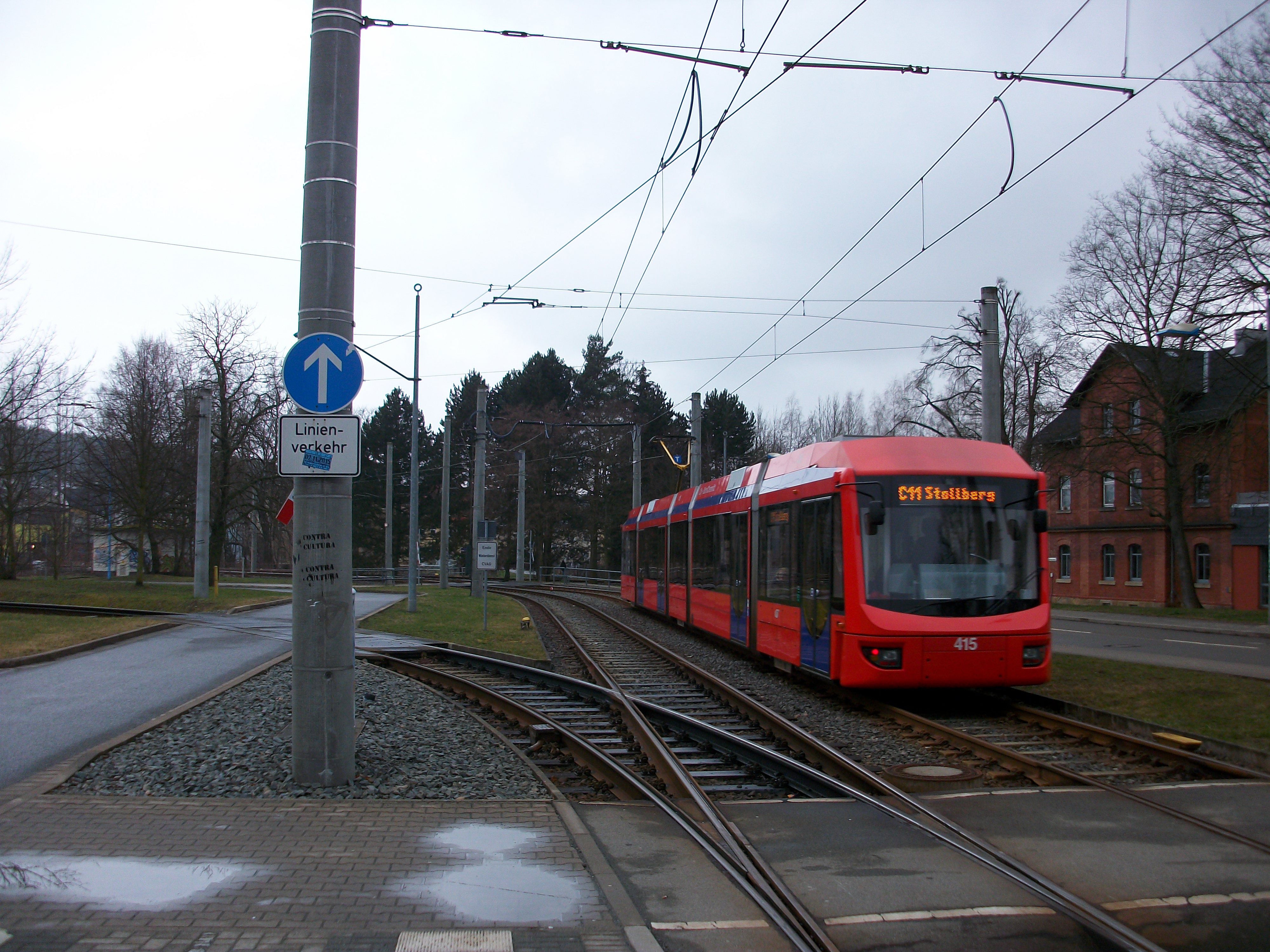
Haltestelle Altchemnitz, City-Bahn nach Stollberg (2016)

Die City-Bahn Chemnitz ist seit 16. Juni 2001 Pächter der Eisenbahninfrastruktur von Streckenkilometer 16,116 bis Streckenkilometer 32,932, d. h. vom Streckenbeginn im Bahnhof Stollberg (Sachs) bis zum Abzweig Altchemnitz in Chemnitz, die Betriebsführung erfolgt seit 15. Dezember 2002 durch die Regio Infra Service Sachsen (RISS). Die zulässige Streckengeschwindigkeit beträgt in diesem Abschnitt 80 km/h.
Von Streckenkilometer 32,932 bis Streckenkilometer 36,606, d. h. vom Abzweig Altchemnitz bis kurz vor den Bahnhof Chemnitz Süd, ist die RISS seit September 2002 selbst Pächter der Eisenbahninfrastruktur. Dieser Abschnitt dient dem Güterverkehr und der Bedienung der Anschlüsse des Motorenwerks von Volkswagen Sachsen sowie für die Überführung von Triebwagen der City-Bahn Chemnitz zwischen Chemnitz und Stollberg. Die zulässige Streckengeschwindigkeit beträgt in diesem Abschnitt 50 km/h.
Auf der Strecke wurden verschiedene Versuche durchgeführt, die Fahrgastzahlen noch weiter zu steigern. Sowohl zusätzliche Expressverbindungen als auch ein Rund-um-die-Uhr-Betrieb brachten jedoch nur geringe Zuwächse und scheiterten am begrenzten finanziellen Spielraum des bestellenden Zweckverbands.

## Ausblick
Mit Stufe 5 des Chemnitzer Modells ist beabsichtigt, die Bestandsstrecke Stollberg–Chemnitz Süd mittels einer etwa 3,5 Kilometer langen, elektrifizierten Neubaustrecke nach Niederwürschnitz zu verlängern. Unter teilweiser Nutzung der ehemaligen Trasse von Zwönitz soll die Neubaustrecke südlich aus dem Bahnhof Stollberg (Sachs) herausgeführt werden und nach circa 500 Metern dann westlich in Richtung des Gewerbegebiets „Stollberger Tor“ abschwenken. Dadurch könnte die Linie C11 im Halbstundentakt über Stollberg hinaus bis nach Oelsnitz verlängert werden, dies würde umsteigefreie Fahrten zwischen Oelsnitz, Niederwürschnitz und der Chemnitzer Innenstadt ermöglichen.
Die zunächst für Ende 2019 geplante Inbetriebnahme des neuen Streckenabschnittes ist inzwischen auf frühestens 2025 verschoben worden.

## Streckenbeschreibung

### Verlauf

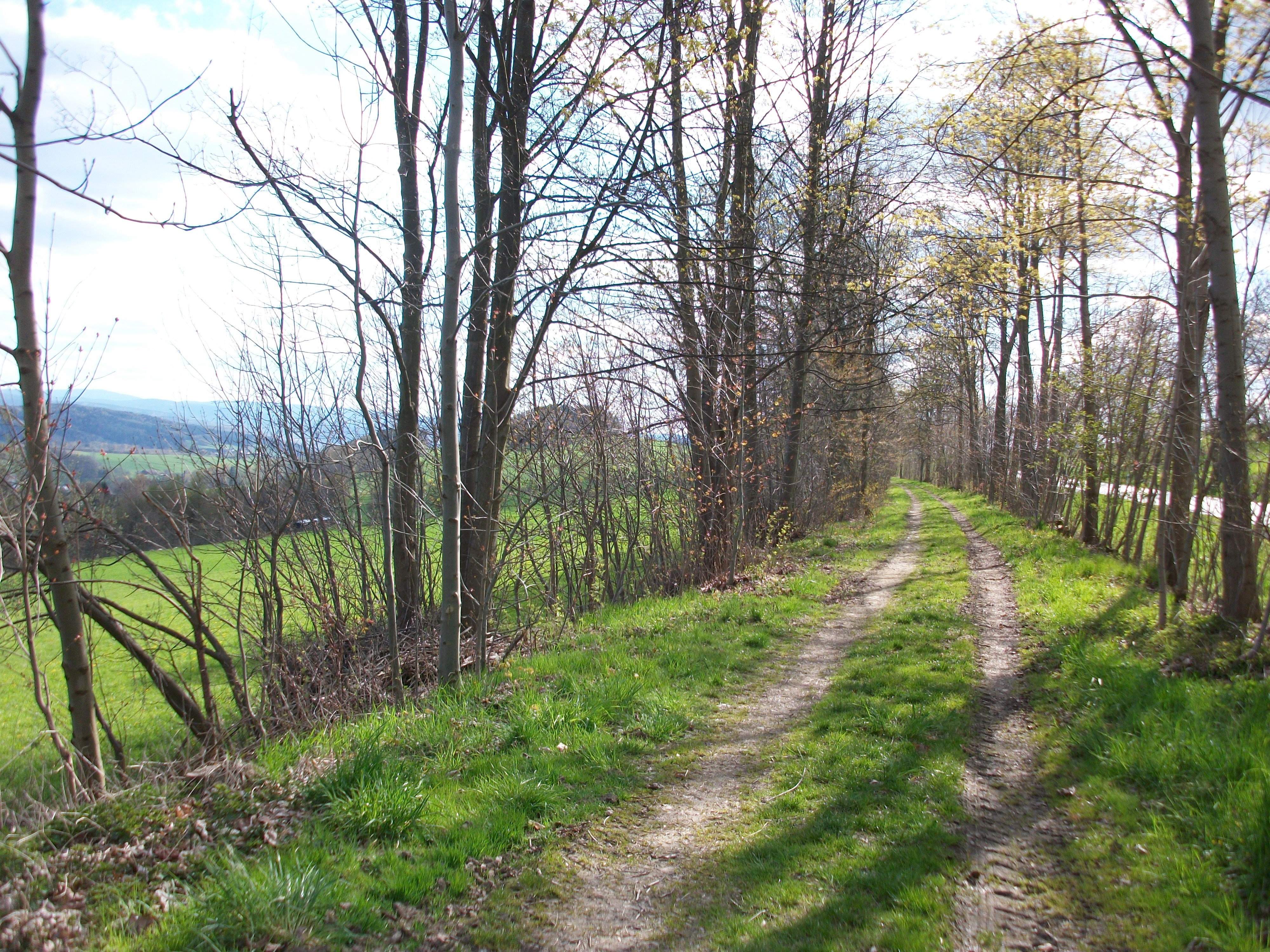
Ehemaliger Bahndamm bei Affalter (2016)

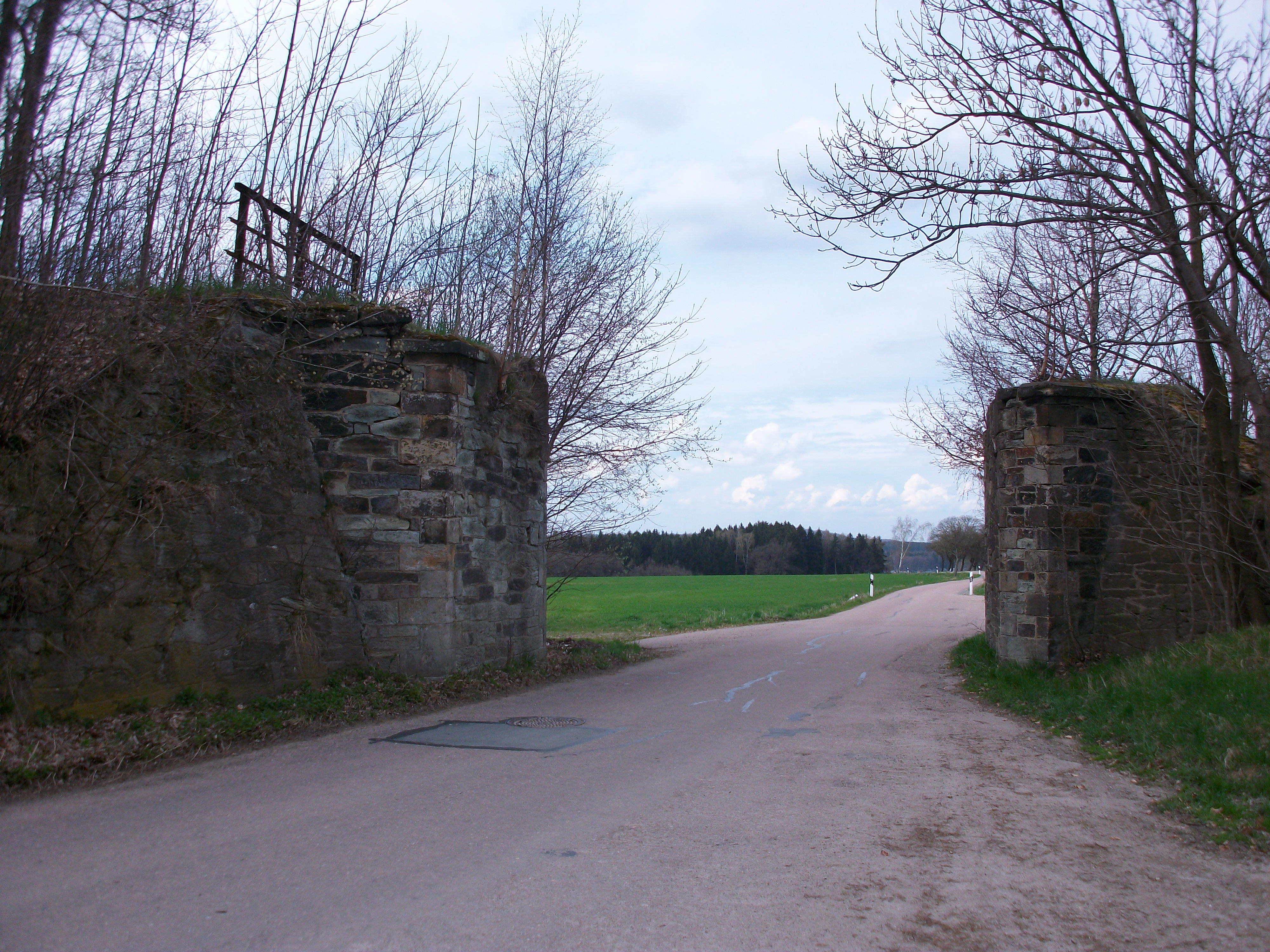
Ehemalige Bahnüberführung in Oberdorf (2016)

Die Bahnstrecke begann am Bahnhof Zwönitz, wo Umstiegsmöglichkeiten zu den Bahnstrecken Chemnitz–Aue–Adorf und Zwönitz–Scheibenberg bestanden. Sie verließ den Bahnhof in nördliche Richtung, um sich in einem Bogen nach Westen von der Bahnstrecke Chemnitz–Adorf (heute als „Zwönitztalbahn“ bezeichnet) zu trennen. Der nun folgende Abschnitt bis Stollberg (Sachs) ist heute nur noch teilweise am Bahndamm zu erkennen. An ihm lagen die Stationen Affalter, Oberdorf–Beutha (Empfangsgebäude noch vorhanden) und Mitteldorf. Zwischen den beiden ersten Stationen wurde die Bundesstraße 169 gequert.
Nach Erreichen des Stadtgebiets Stollberg wechselte die Strecke aus Dammlage in einen Einschnitt und danach wieder in Dammlage, bevor der Bahnhof Stollberg (Sachs) erreicht wurde. Die ursprüngliche Eisenbahnüberführung bei km 15,51 ist heute nach dem Bau der Ortsumgehung mit der Bundesstraße 180 nicht mehr im Gelände zu erkennen.
Vom Bahnhof Stollberg (Sachs) bis kurz nach dem Haltepunkt Stollberg Schlachthofstraße verlaufen diese Strecke und diejenige nach St. Egidien parallel zueinander.
Der Abschnitt von Stollberg (Sachs) bis Chemnitz Abzw. Altchemnitz wurde im Rahmen des Chemnitzer Modells saniert und elektrifiziert und wird seit Dezember 2002 durch die City-Bahn Chemnitz mit Variobahnen bedient. Er verläuft bis Pfaffenhain, bei dem die Bundesstraße 169 ein zweites Mal gekreuzt wurde, im Tal des Gablenzbachs, danach bis Chemnitz Zwönitzbrücke im Tal der Würschnitz, weshalb die Bahn auch „Würschnitztalbahn“ genannt wird. Im Zuge der Modernisierung entstanden mehrere neue Haltepunkte.
Kurz vor der aufgelassenen Station Chemnitz Zwönitzbrücke besteht heute ein Abzweig ins Netz der Straßenbahn Chemnitz zu deren Haltestelle Altchemnitz. Da die Züge von und nach Stollberg innerhalb des Stadtgebiets die Straßenbahnstrecke nutzen, ist der parallel zur Chemnitz verlaufende Abschnitt Chemnitz Zwönitzbrücke–Chemnitz Süd heute ohne regelmäßigen Personenverkehr.

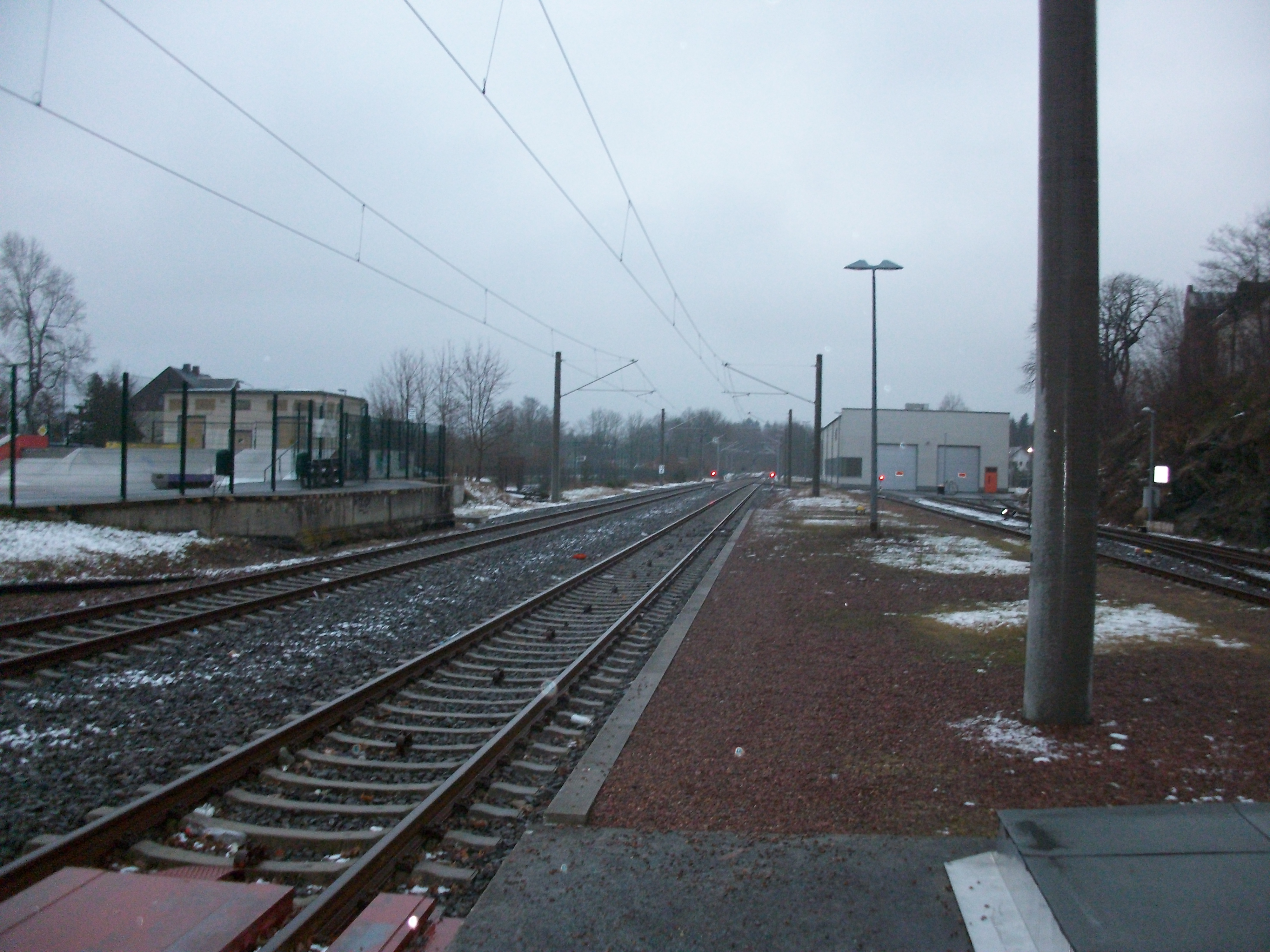
Bahnhof Stollberg (Sachs) mit Gleisen Richtung Zwönitz, 2016
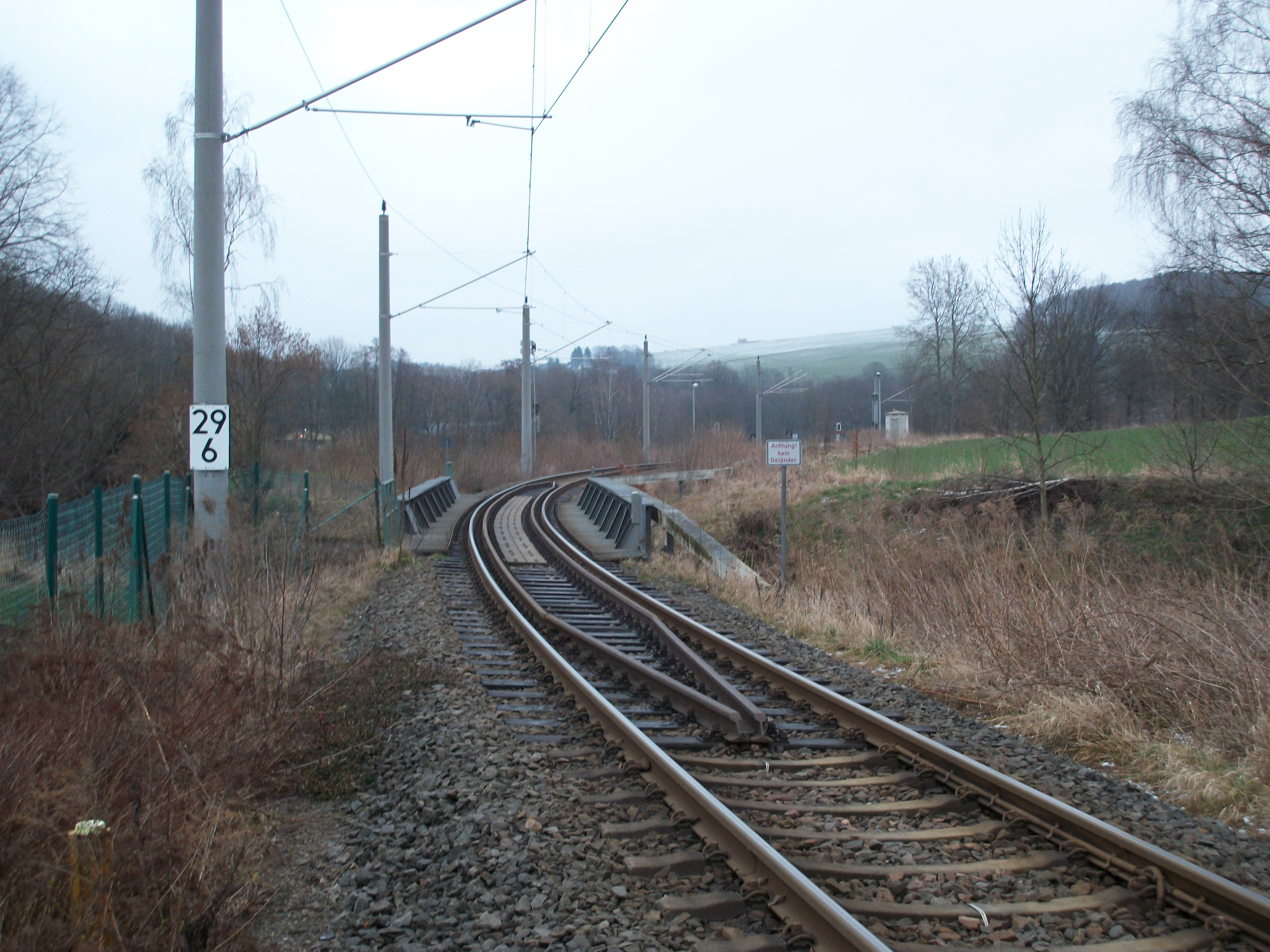
Bahnstrecke beim Haltepunkt Klaffenbach
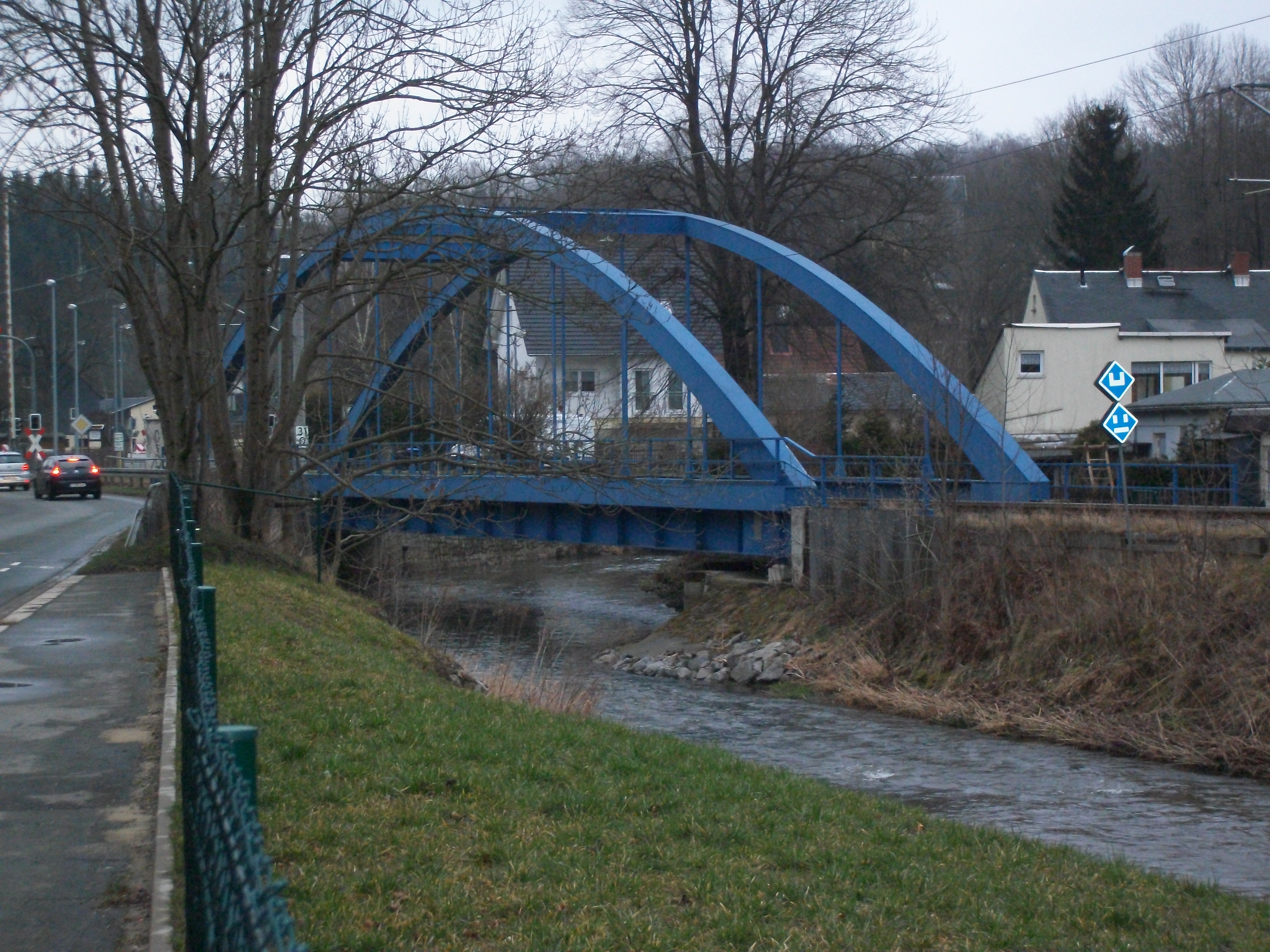
Eisenbahnviadukt über die Würschnitz in Harthau (2016)
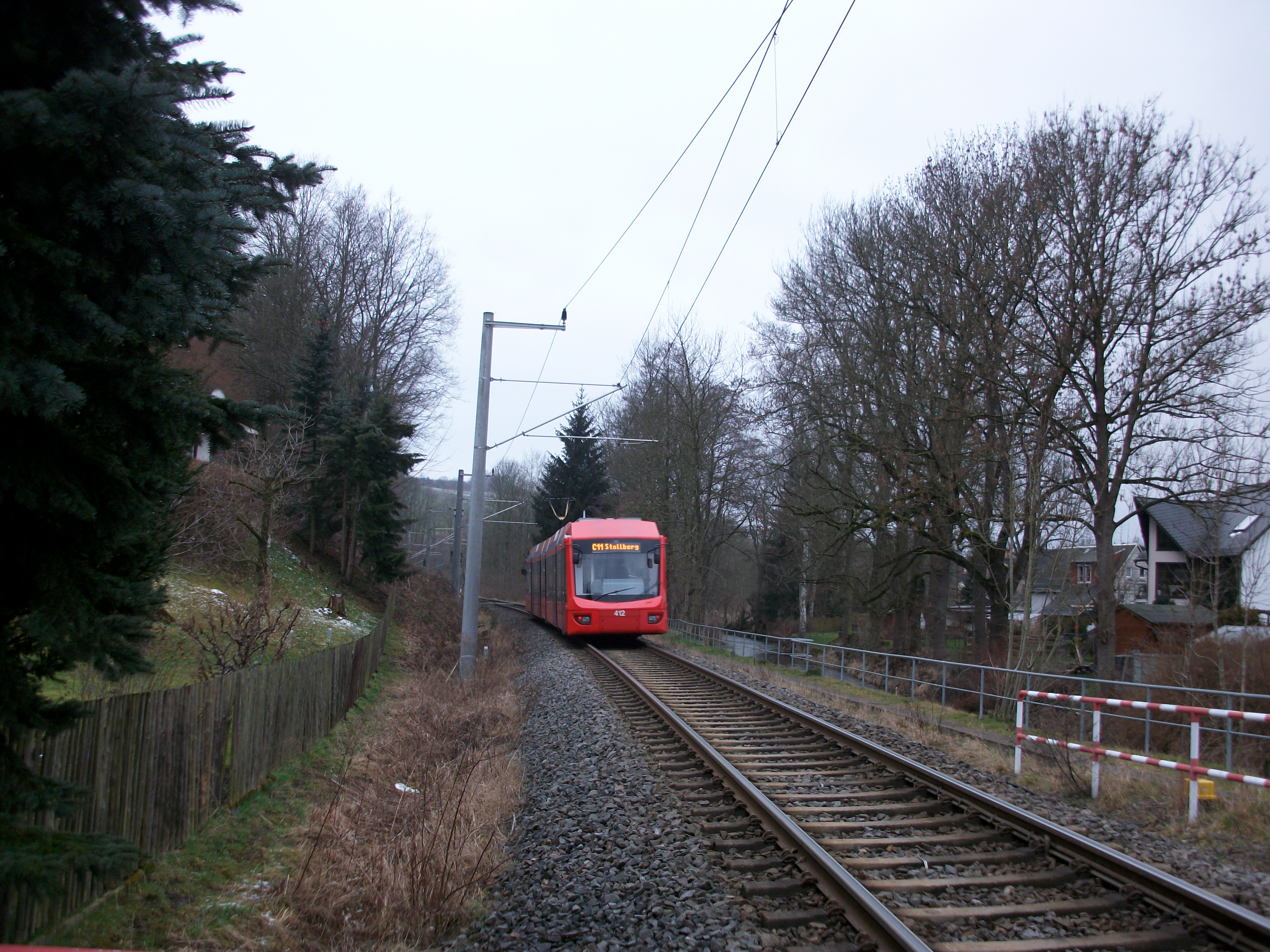
City-Bahn nach Stollberg in Harthau (2016)
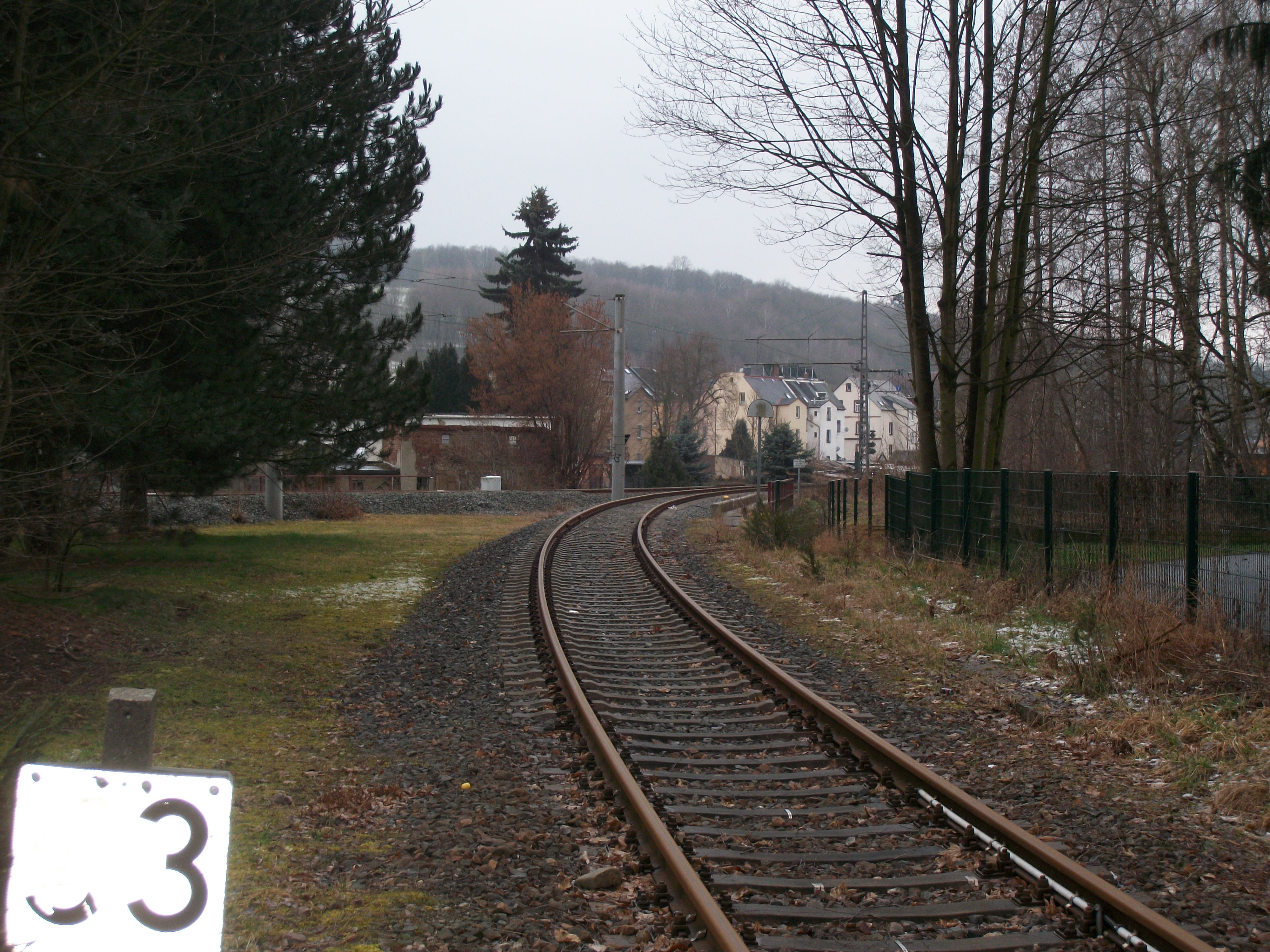
Würschnitztalbahn, Blick Richtung Harthau (2016)
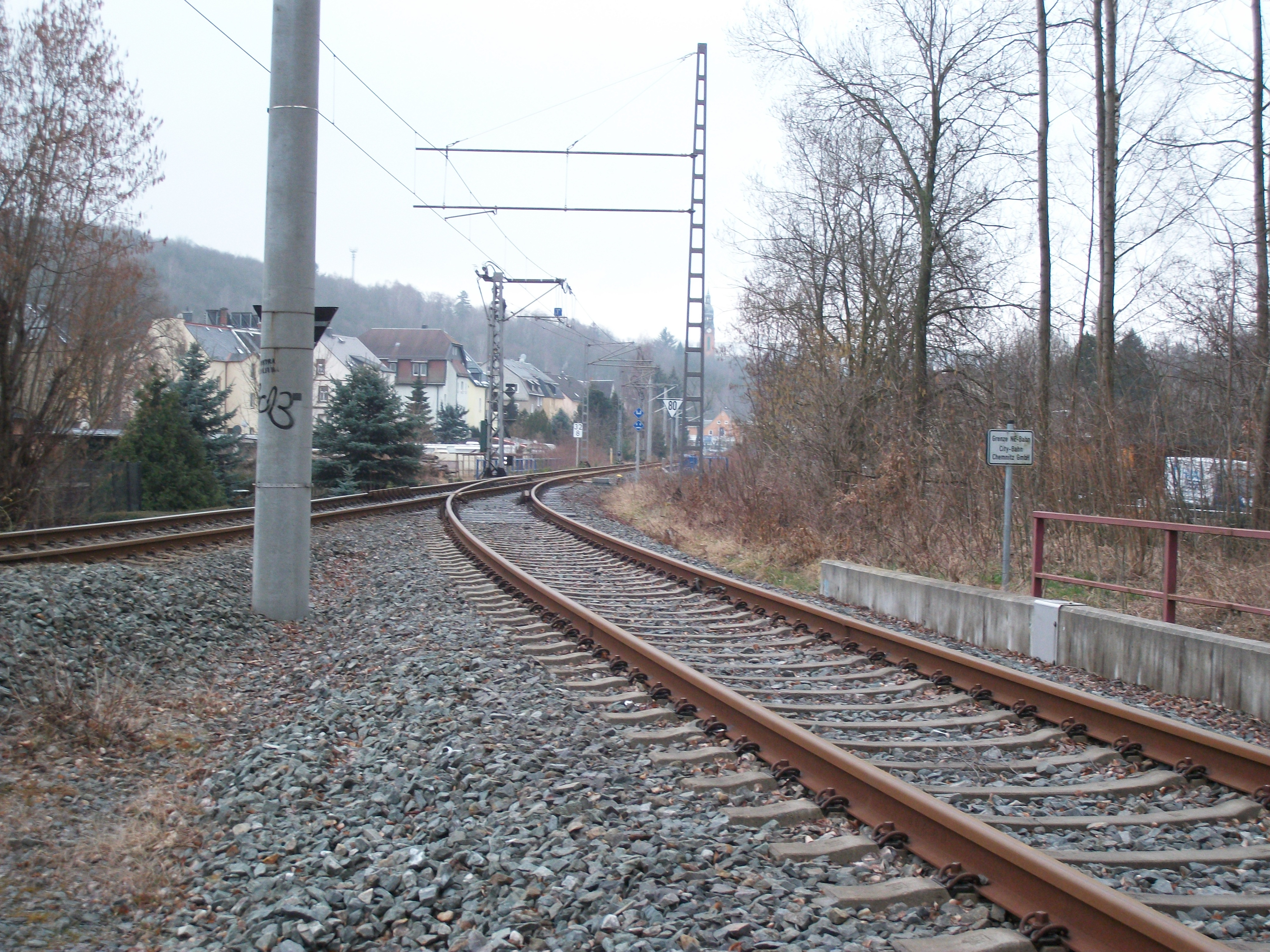
Würschnitztalbahn mit Anbindung der Chemnitzer Straßenbahn (2016)
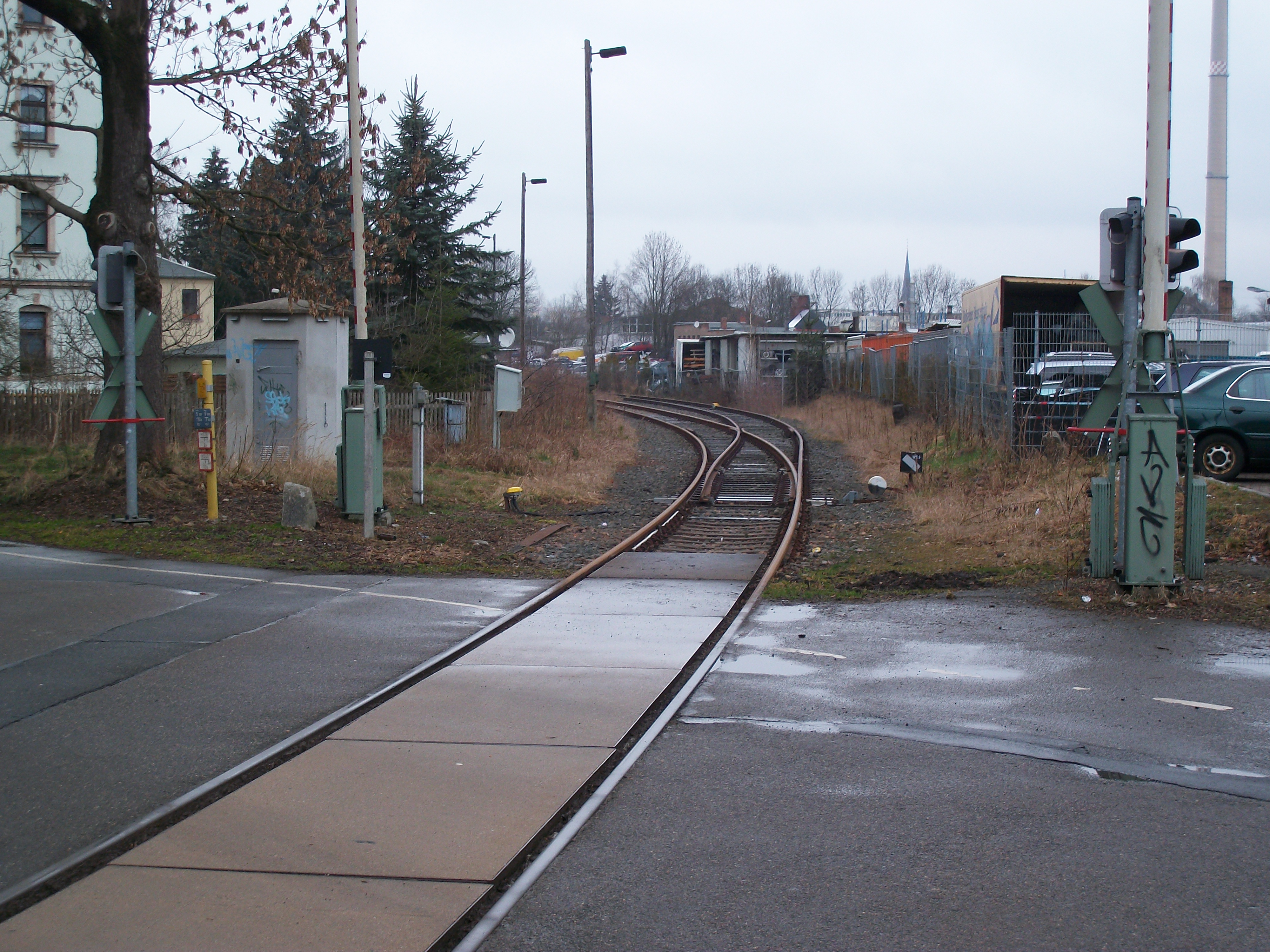
Würschnitztalbahn, Abschnitz Richtung Hp. Zwönitzbrücke (2016)

### Betriebsstellen
Zwönitz ⊙

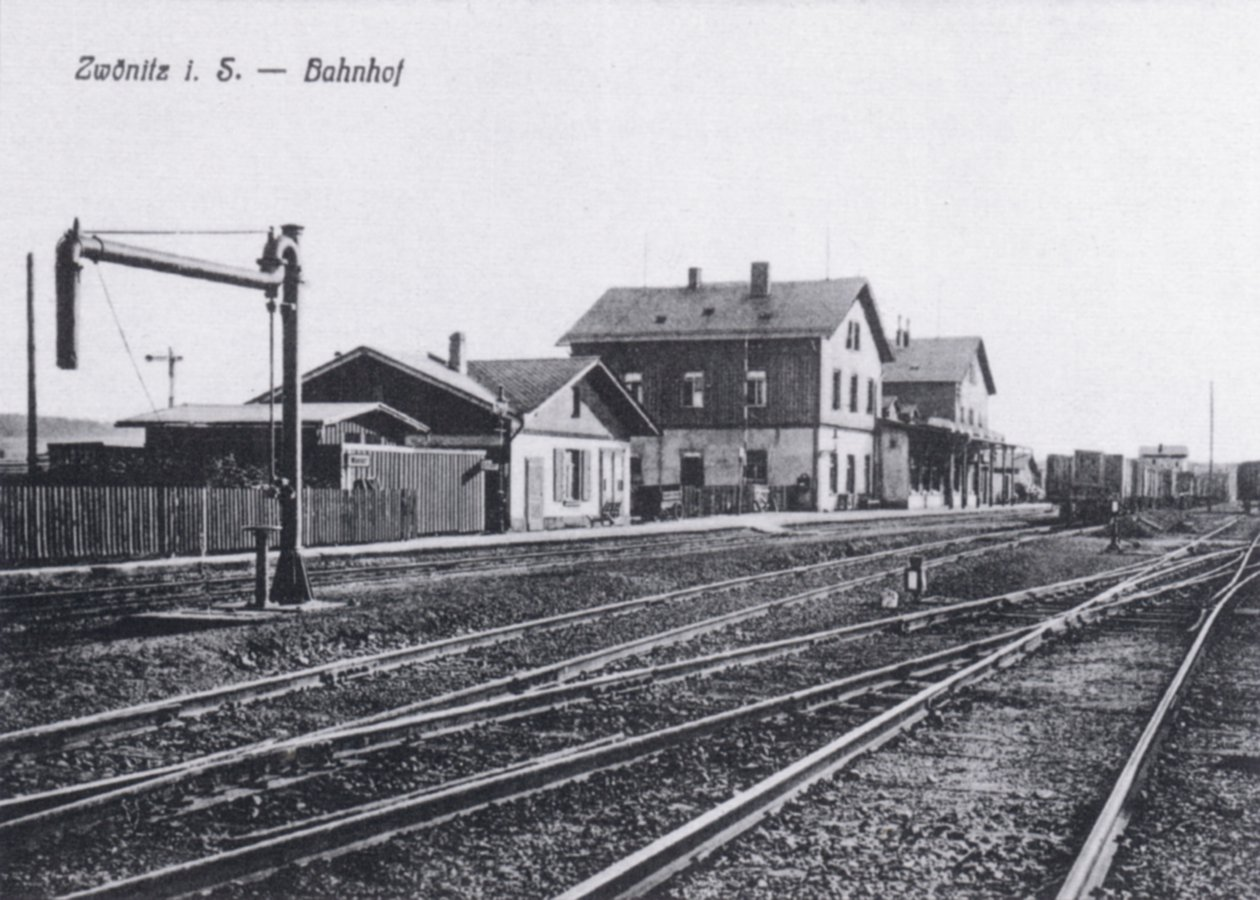
Bahnhof Zwönitz (um 1910)

Der Bahnhof Zwönitz wurde bereits 1875 zusammen mit der Bahnstrecke Chemnitz–Adorf von der Chemnitz-Aue-Adorfer Eisenbahn-Gesellschaft eröffnet. In den 1890er Jahren entwickelte sich der Bahnhof zu einem lokalen Eisenbahnknoten als 1889 die Bahnstrecke nach Stollberg und elf Jahre später die Bahnstrecke nach Scheibenberg eröffnet wurde.
Bei der Streckensanierung des Abschnittes Chemnitz–Aue in den 2000er Jahren wurden im ehemaligen Inselbahnhof der Großteil der Gleisanlagen entfernt.
Affalter ⊙

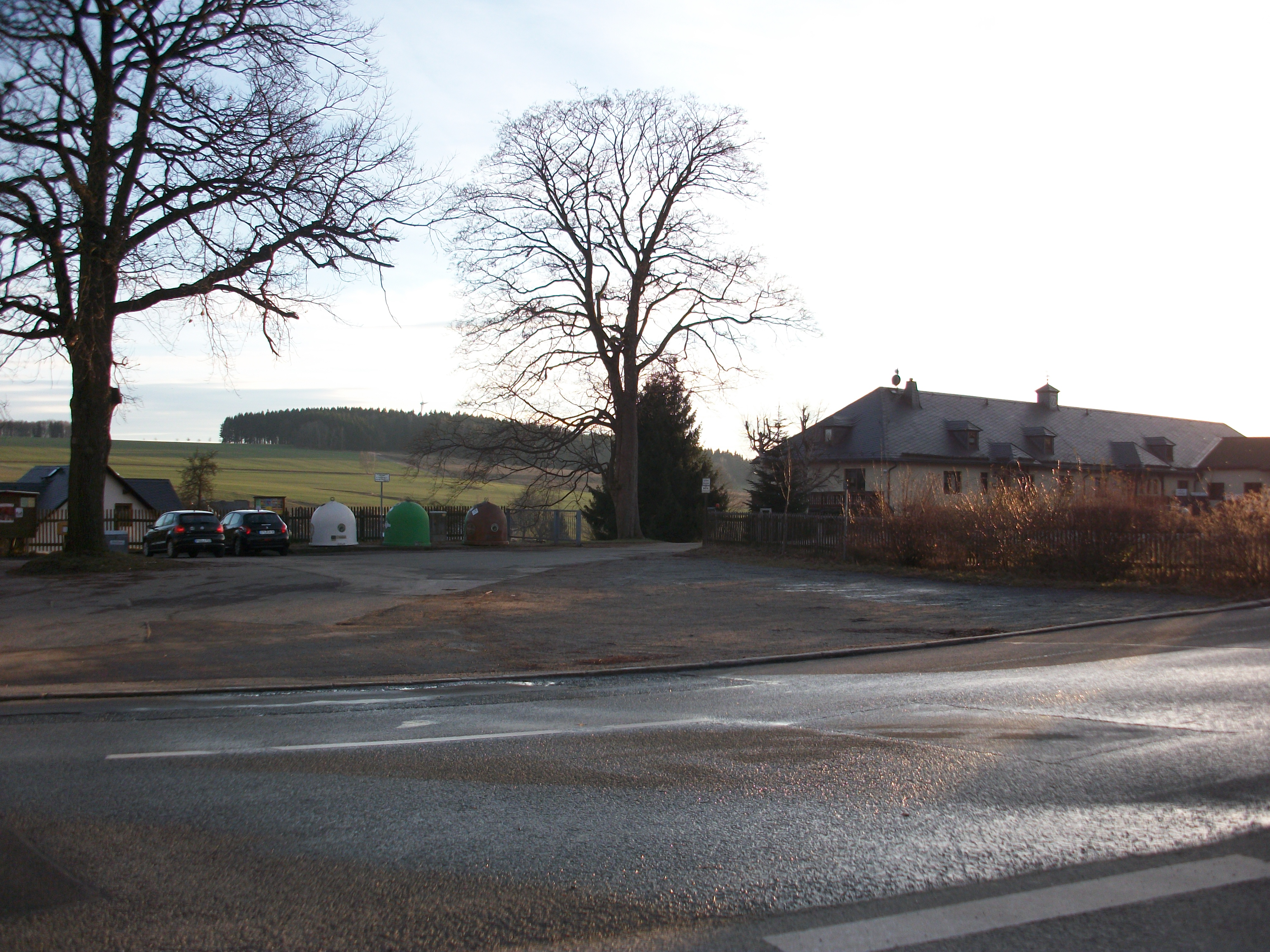
Standort des ehemaligen Haltepunkts Affalter (2016)

Die Haltestelle Affalter wurde am 15. Juli 1889 in Oberaffalter eröffnet. Die Station wurde 1905 zum Bahnhof hochgestuft, später jedoch als Haltepunkt geführt. Zwischen 1947 und 1949 war die Station aufgrund der zeitweisen Demontage der Gleise außer Betrieb. Mit der Einstellung des Personenverkehrs auf dem Abschnitt Zwönitz–Stollberg (Sachs) begann am 10. Oktober 1966 die Stilllegung der Station, welche am 27. Mai 1967 endgültig außer Betrieb ging. Am einstigen Standort in der Nähe des „Schönburgischen Hofs“ erinnert heute nur noch ein Schild am Biergarten an die Station. Der Bahndamm in Richtung Stollberg und jenseits der Straße in Richtung Zwönitz ist jedoch noch gut zu erkennen.
Oberdorf-Beutha ⊙

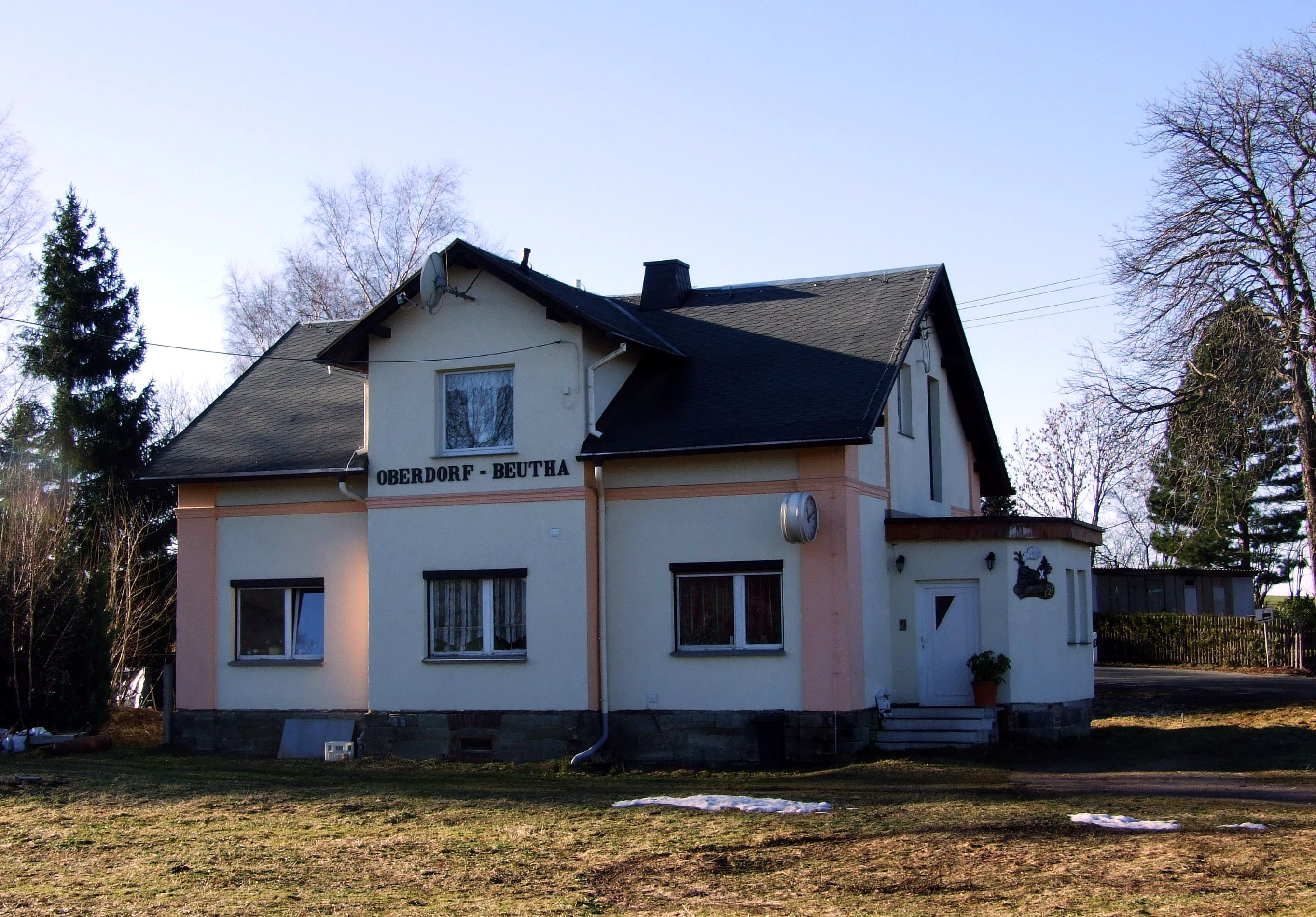
Bahnhof Oberdorf-Beutha (2011)

Der Bahnhof Oberdorf-Beutha wurde am 15. Juli 1889 eröffnet. Mit der Stilllegung der Teilstrecke zwischen Zwönitz und Stollberg wurde der Bahnhof seit dem 3. November 1967 nicht mehr bedient. Der Bahnhof besaß ein Empfangsgebäude.
Mitteldorf ⊙

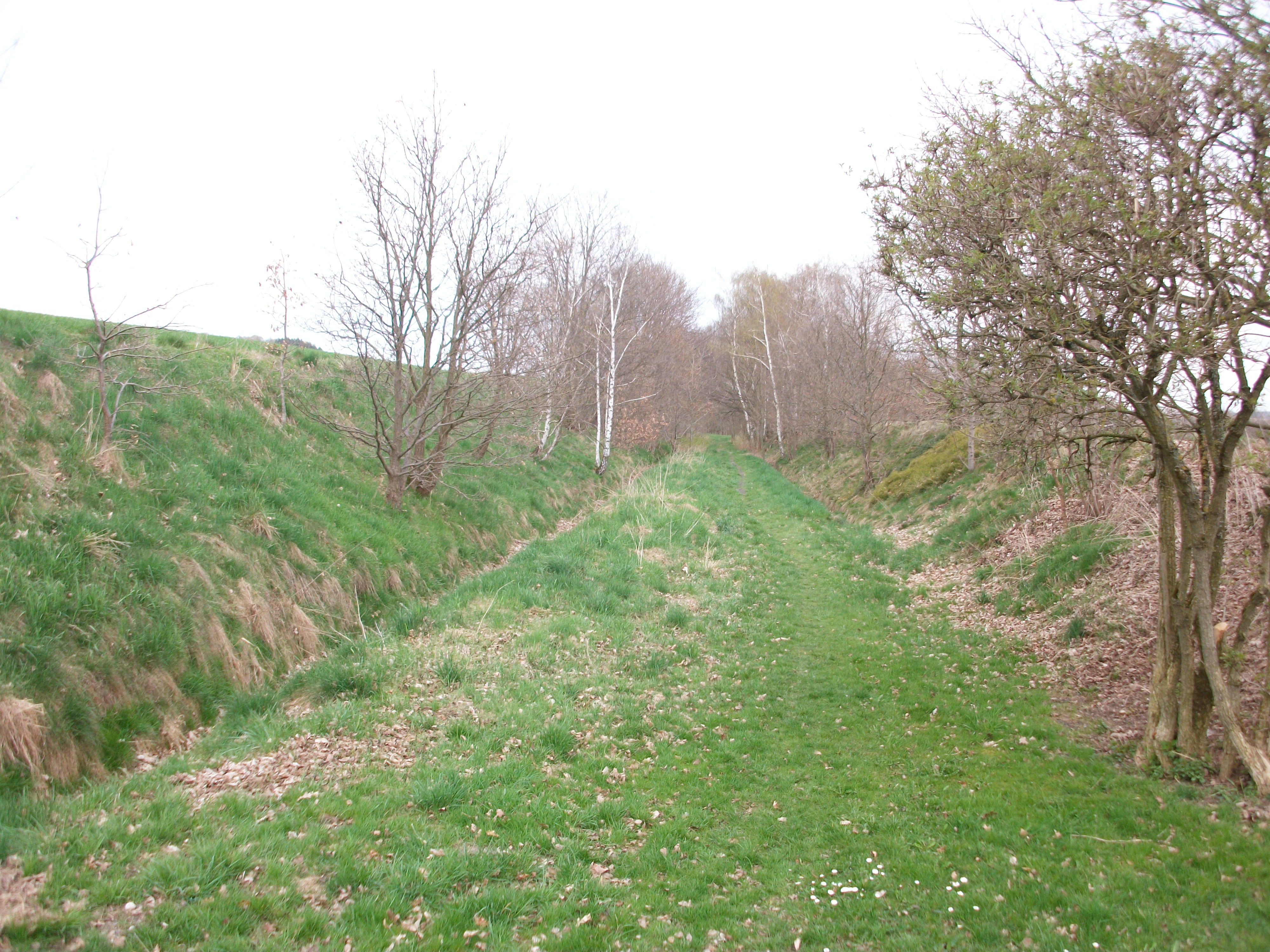
Bahndamm in der Nähe des ehemaligen Haltepunkts Mitteldorf (2016)

Auf Initiative der SAG Wismut wurde am 14. Mai 1950 die Betriebsstelle Mitteldorf eröffnet. Ab dem 16. Juni 1953 war Mitteldorf ein unbesetzter Haltepunkt. Bereits am 10. Oktober 1966 wurde der Halt wieder stillgelegt.
Stollberg (Sachs) ⊙
Der Bahnhof Stollberg (Sachs) wurde am 15. Oktober 1878 als Ausgangspunkt der Bahnstrecke Stollberg–St. Egidien eröffnet. Seit 1889 war er Kreuzungspunkt mit der Bahnstrecke Zwönitz–Chemnitz Süd. Mit der Einstellung des Schienenverkehrs nach Zwönitz ist der Bahnhof Stollberg (Sachs) seit 1967 End- bzw. Startpunkt von zwei Bahnstrecken. Mit der Einführung des Chemnitzer Modells verkehren nun dieselgetriebene Züge der City-Bahn Chemnitz nach St. Egidien und elektrisch betriebene Züge nach Chemnitz.

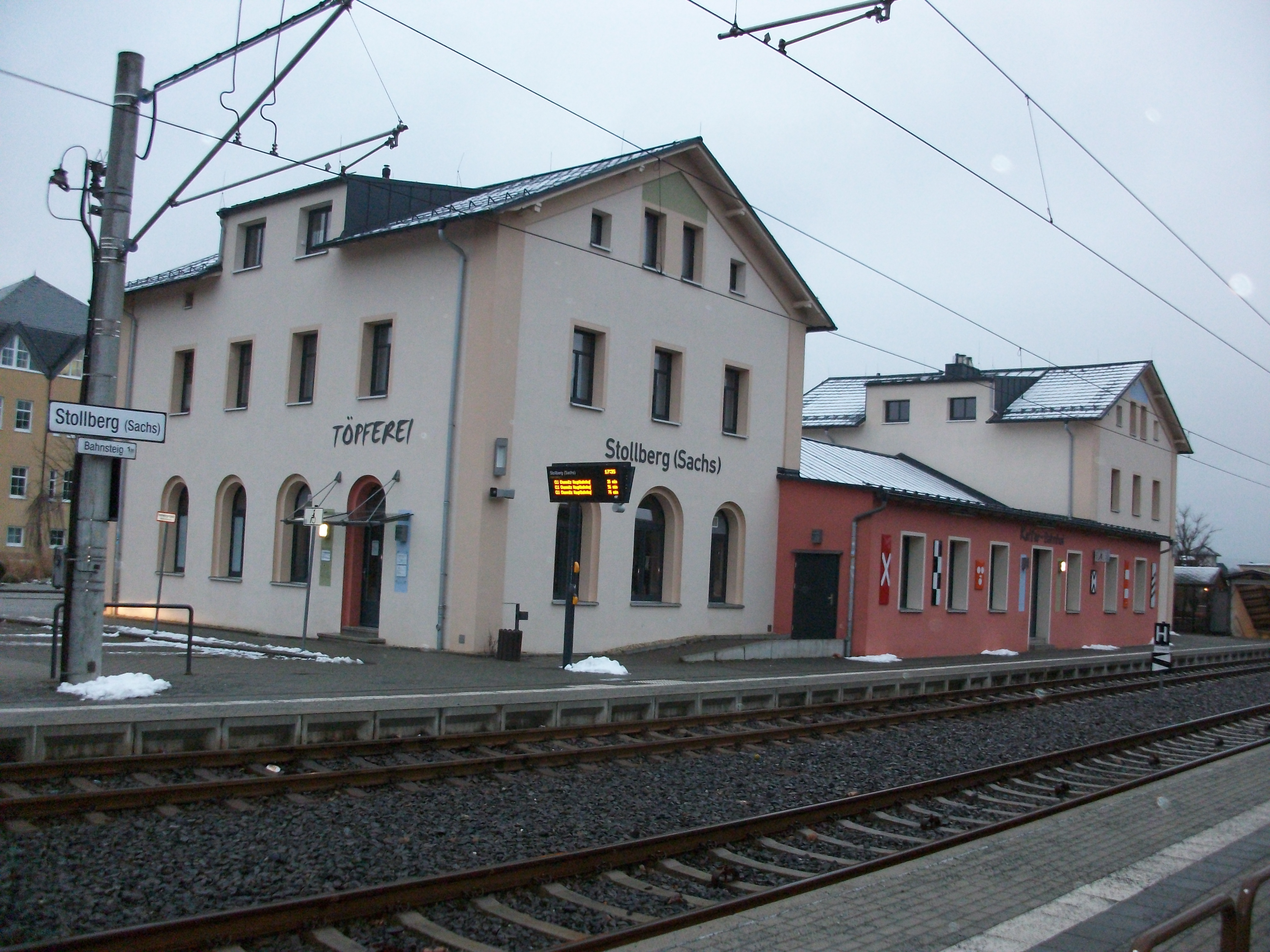
Empfangsgebäude des Bahnhofs Stollberg (Sachs), 2016
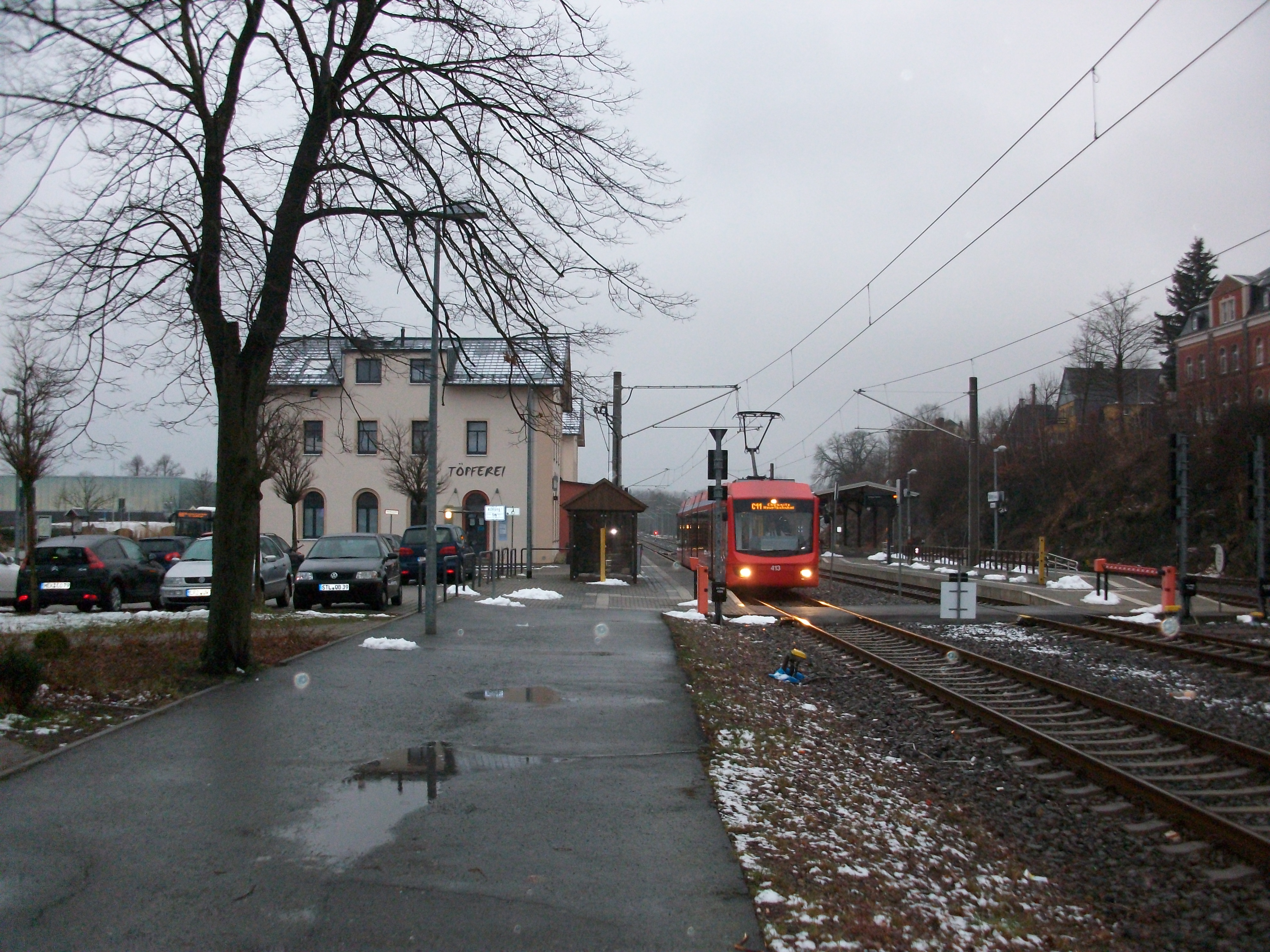
Bahnhof Stollberg (Sachs) mit City-Bahn nach Chemnitz, 2016
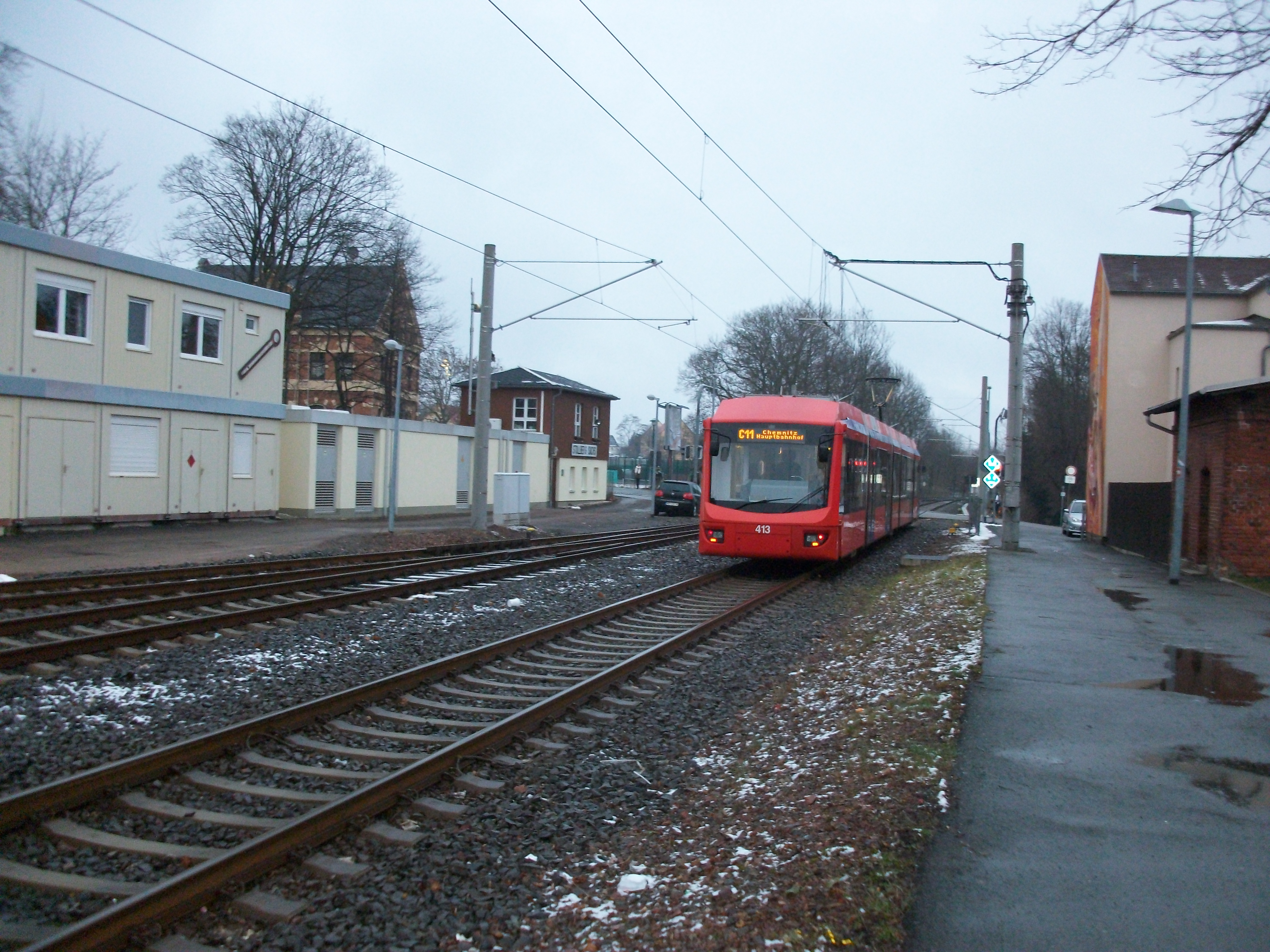
Citybahn nach Chemnitz beim Verlassen des Bahnhofs Stollberg (Sachs), 2016

Stollberg Schlachthofstraße ⊙
Der Haltepunkt Stollberg Schlachthofstraße wurde mit der Einführung des Chemnitzer Modells am 15. Dezember 2002 eröffnet. Es bestehen zwei Außenbahnsteige, jeweils einer an den hier parallel verlaufenden, jeweils eingleisigen Strecken nach Chemnitz und nach St. Egidien. Am elektrifizierten Gleis halten die Züge von und nach Chemnitz, am nicht elektrifizierten diejenigen von und nach St. Egidien. Der Haltepunkt besitzt ein modernes Wartehäuschen pro Bahnsteig.

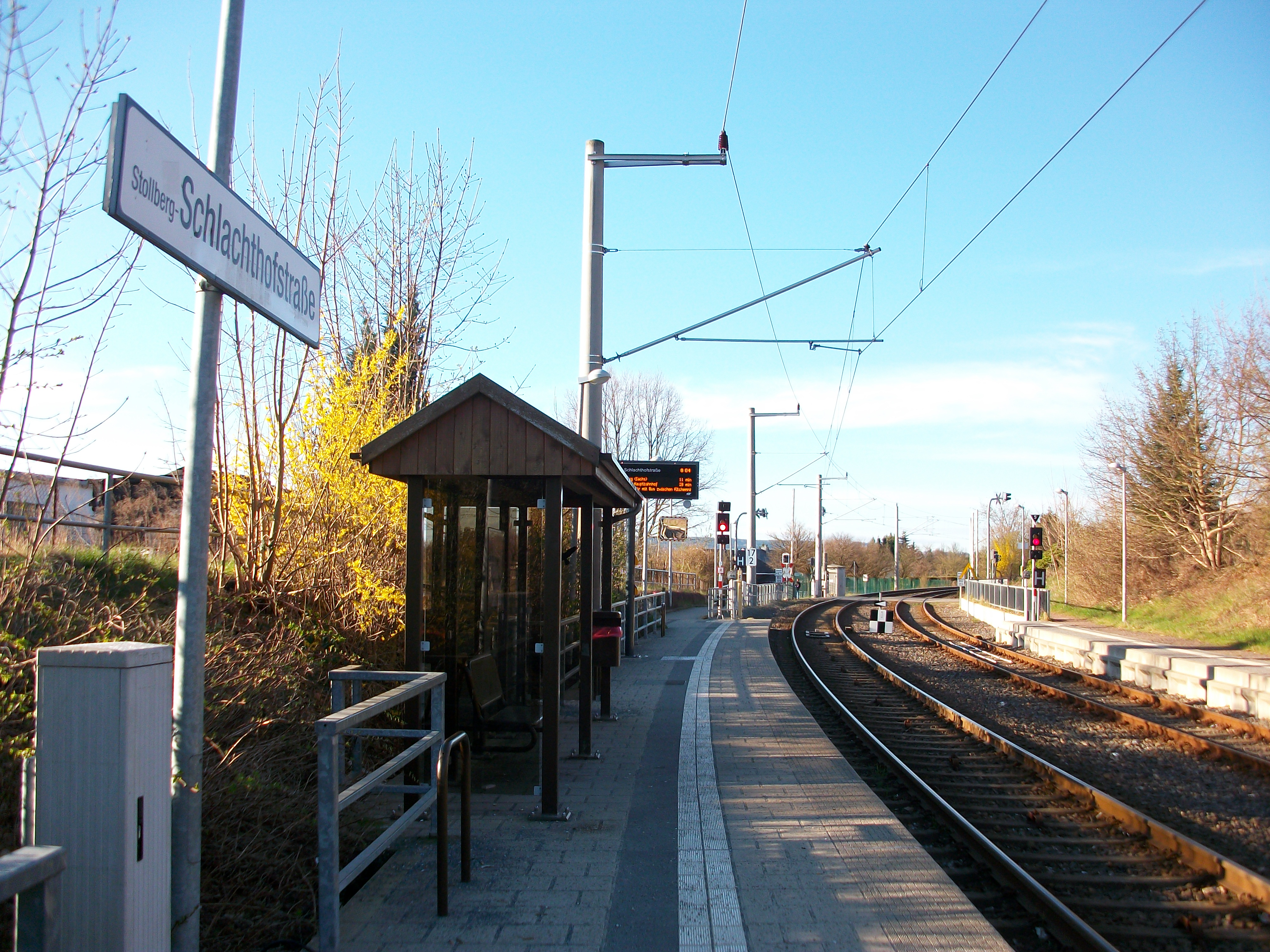
Haltepunkt Stollberg-Schlachthofstraße (2016)
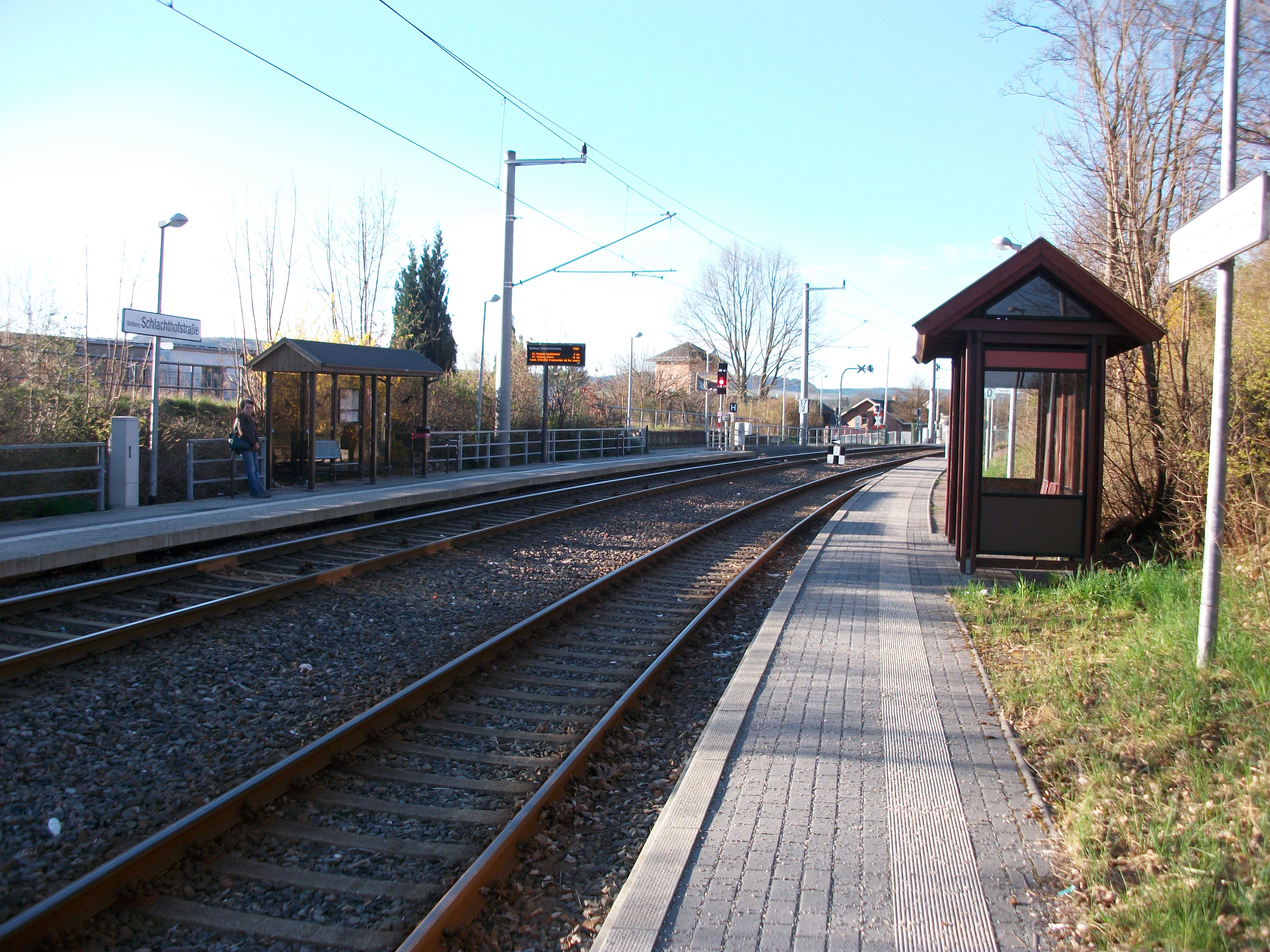
Haltepunkt Stollberg-Schlachthofstraße (2016)
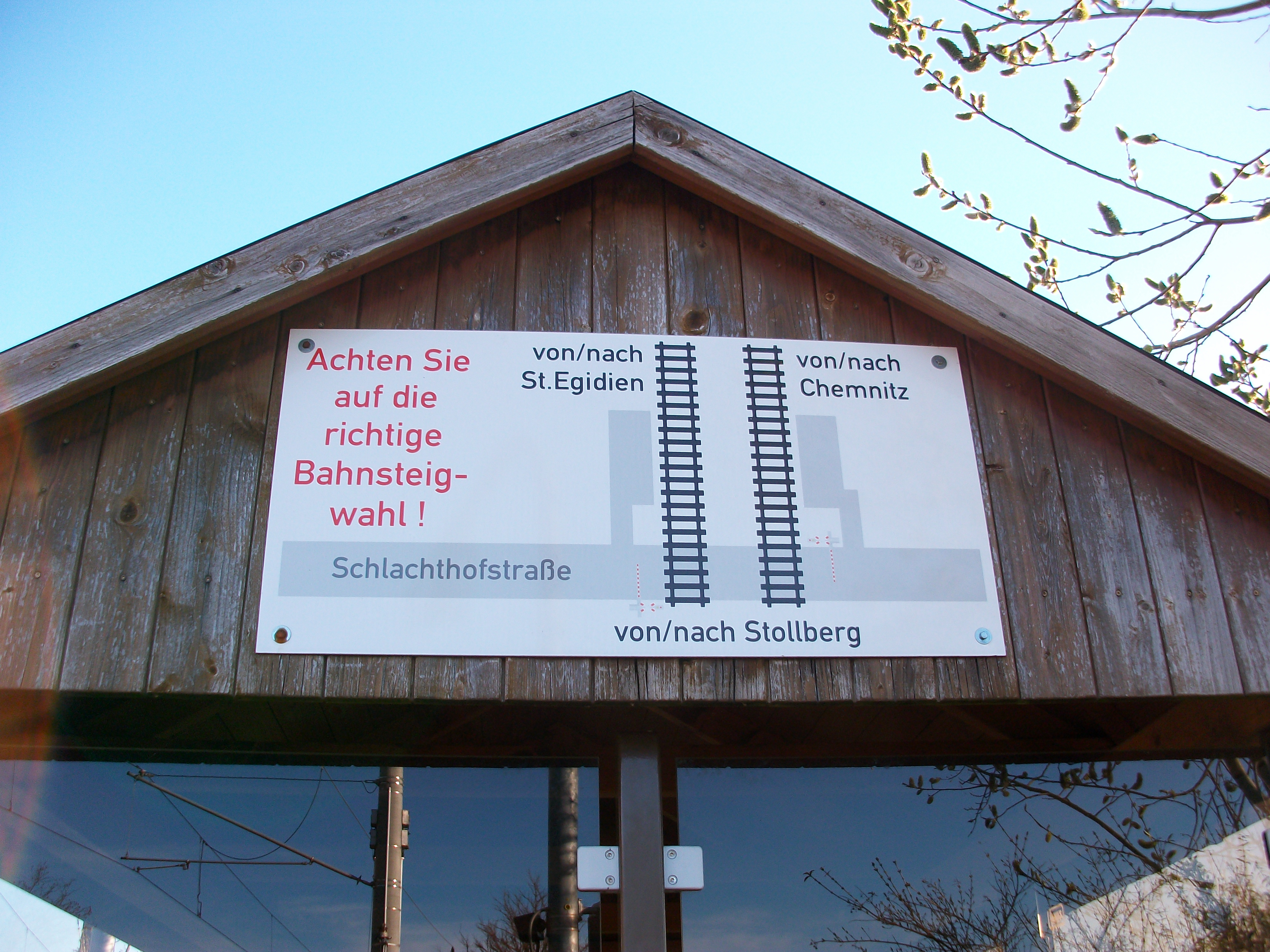
Wegweiser am Haltepunkt Stollberg-Schlachthofstraße (2016)

Niederdorf (Erzgeb) ⊙

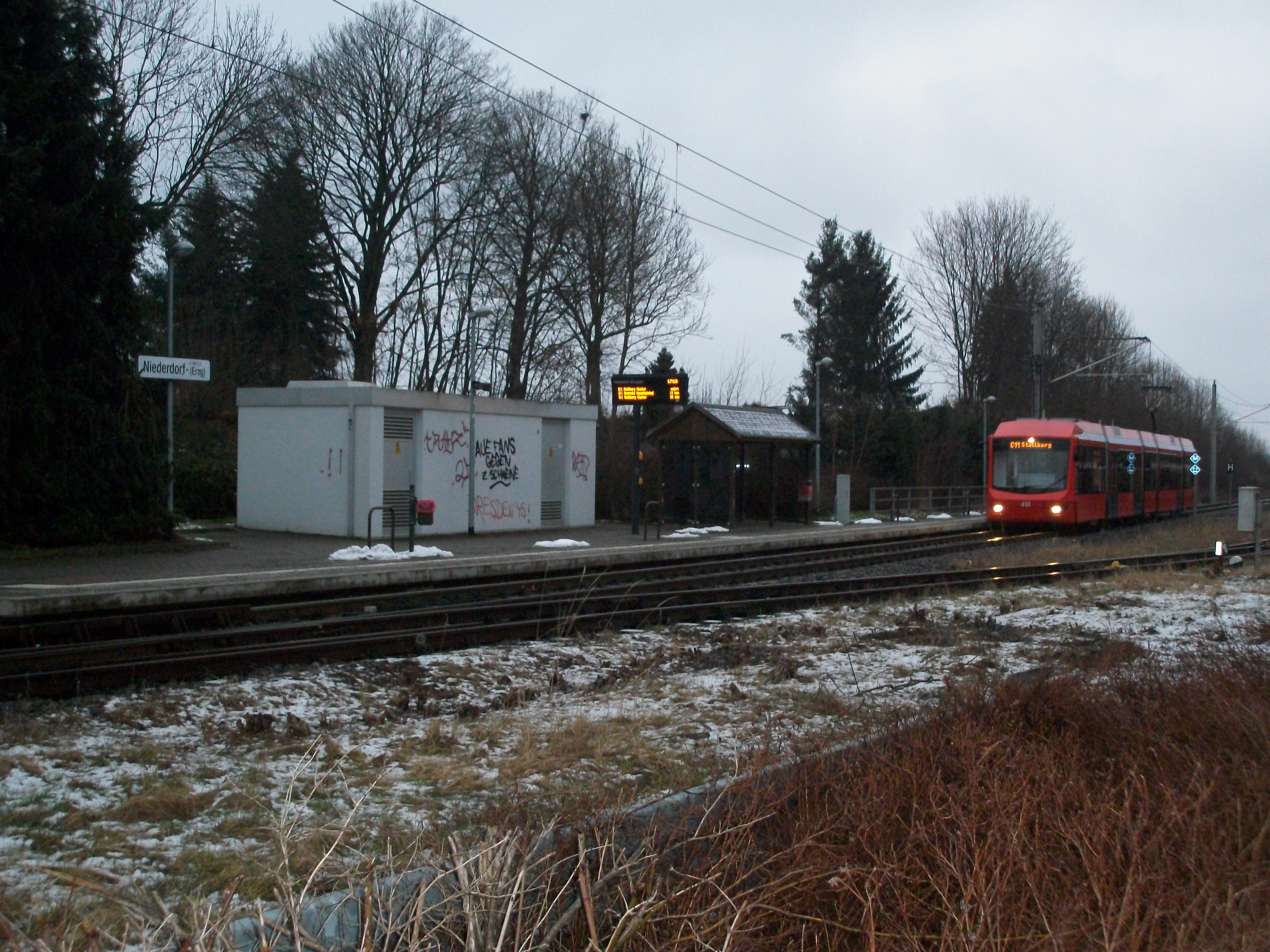
Haltepunkt Niederdorf mit Citybahn (2016)

Der Haltepunkt Niederdorf (Erzgeb) wurde am 1. Oktober 1895 als Haltepunkt Niederdorf eröffnet. 1911 erhielt der Haltepunkt den Namenszusatz. Nach der Modernisierung und Elektrifizierung der Strecke erhielt der Halt ein modernes Wartehäuschen. Er befindet sich in unmittelbarer Nähe der Abfahrt Sollberg-Nord der Bundesautobahn 72 und ist über die Teichstraße erreichbar.
Pfaffenhain ⊙

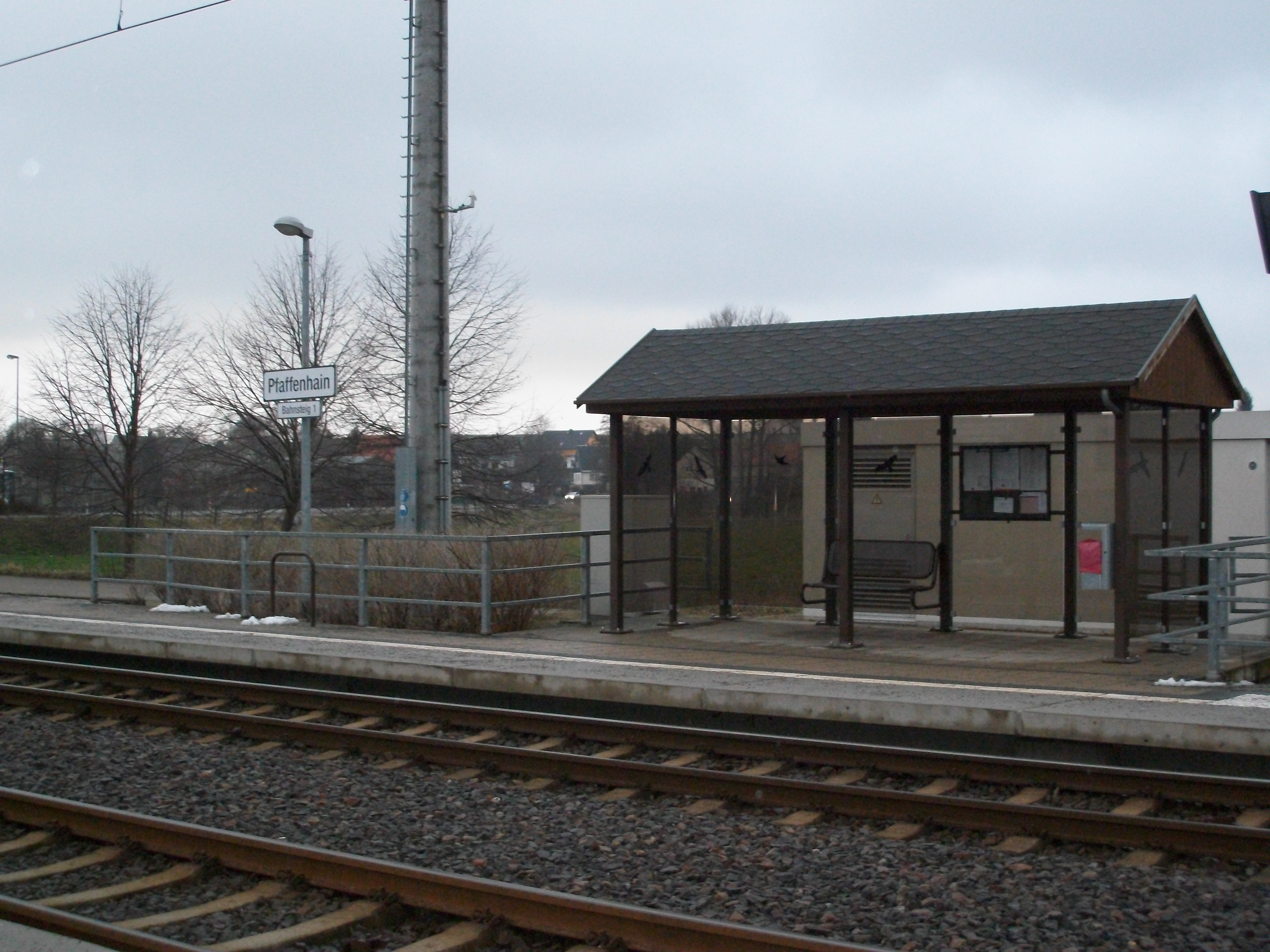
Haltepunkt Pfaffenhain (2016)

Der Bahnhof Pfaffenhain wurde am 1. Oktober 1895 eröffnet. Er befindet sich am Ortsausgang Richtung Niederdorf direkt am Bahnübergang der Bundesstraße 169, welche auch als „Pfaffenhainer Länge“ bekannt ist. Der modernisierte Halt besitzt ein modernes Wartehäuschen und einen großen Parkplatz.
Jahnsdorf (Erzgeb) ⊙
Der Haltepunkt Jahnsdorf (Erzgeb) (bis 1911 Haltepunkt Jahnsdorf i Ergeb) wurde am 1. Oktober 1895 eingerichtet. Die Station liegt im Norden der namensgebenden Ortschaft. Das ehemalige Empfangsgebäude ist bewohnt. Der neu gestaltete Haltepunkt besitzt ein modernes Wartehaus. Er wurde einige Meter in Richtung Stollberg versetzt und hat einen Zugang über die Chemnitzer Straße.

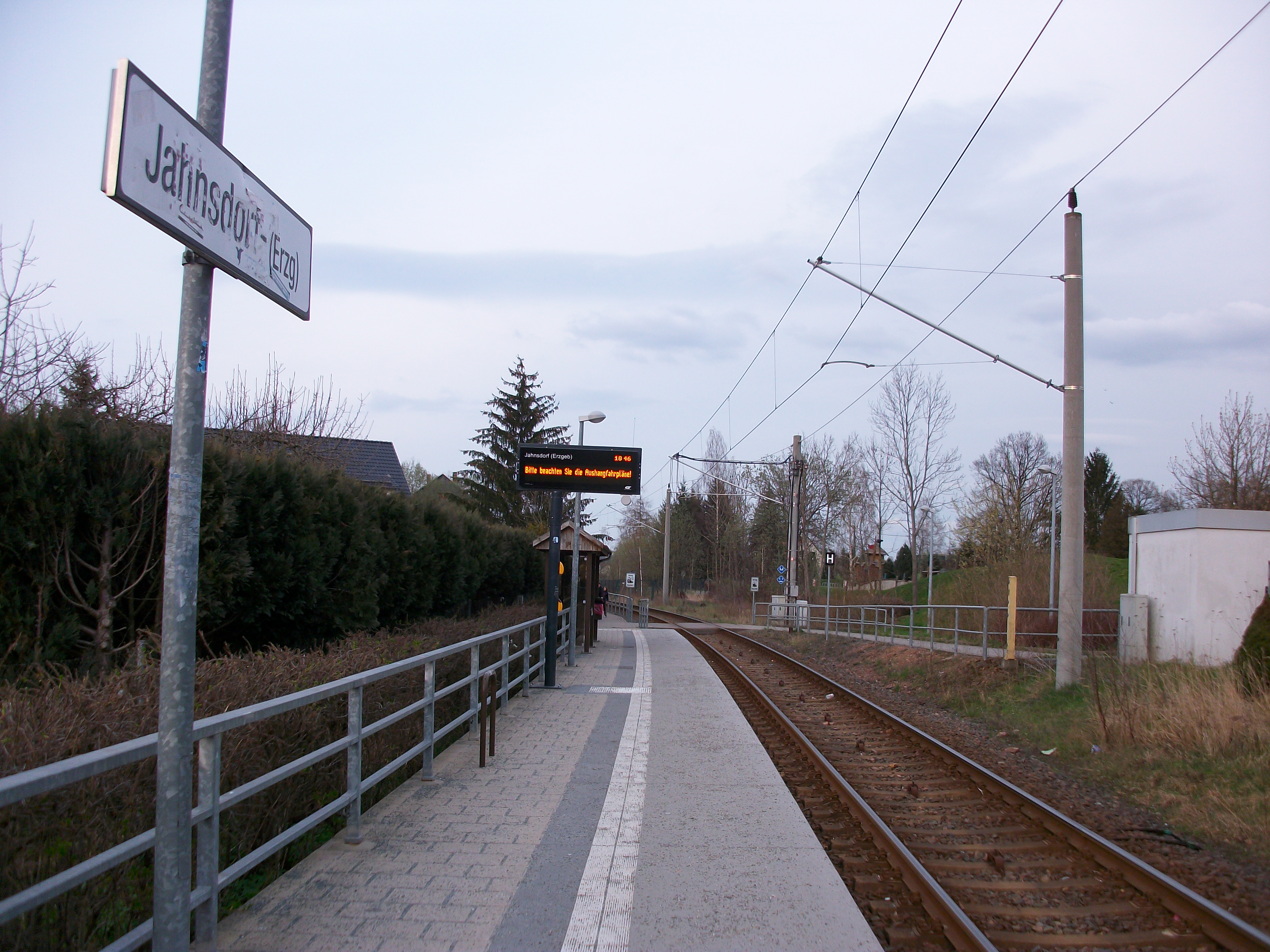
Haltepunkt Jahnsdorf (2016)
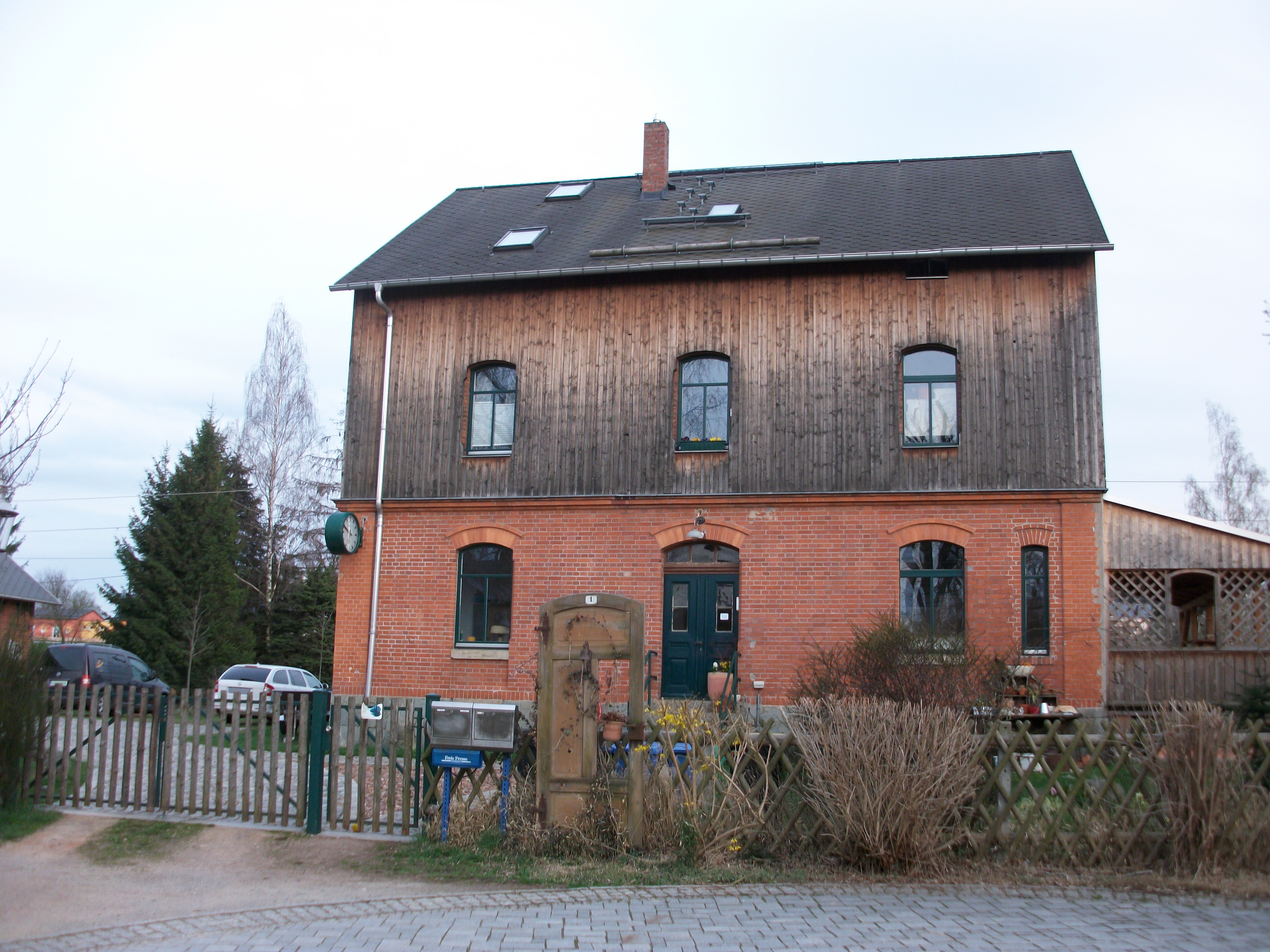
Bahnhof Jahnsdorf, ehem. Empfangsgebäude, Straßenansicht (2016)
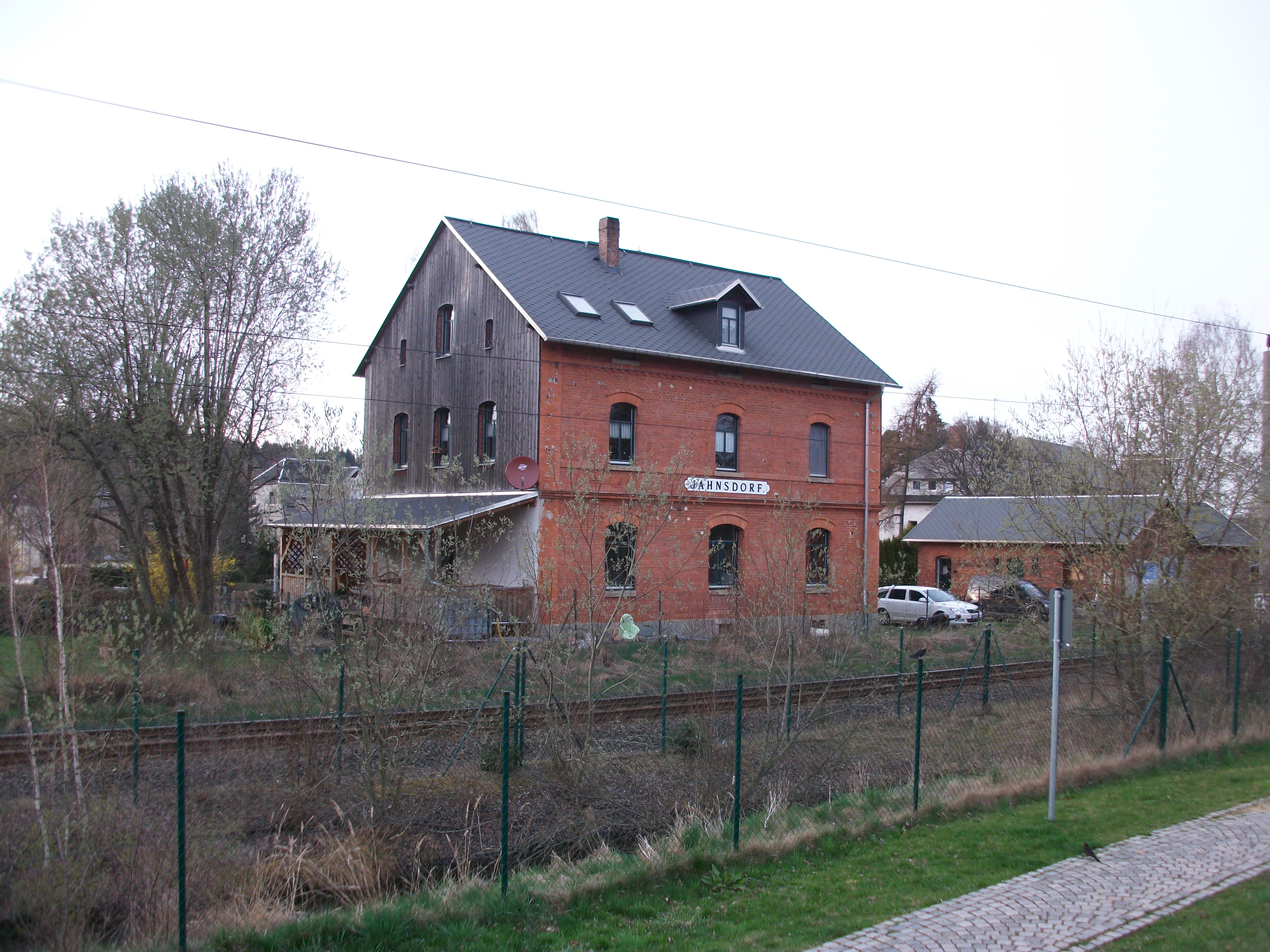
Bahnhof Jahnsdorf, ehem. Empfangsgebäude, Gleisseite (2016)

Adorf (Erzgeb) ⊙

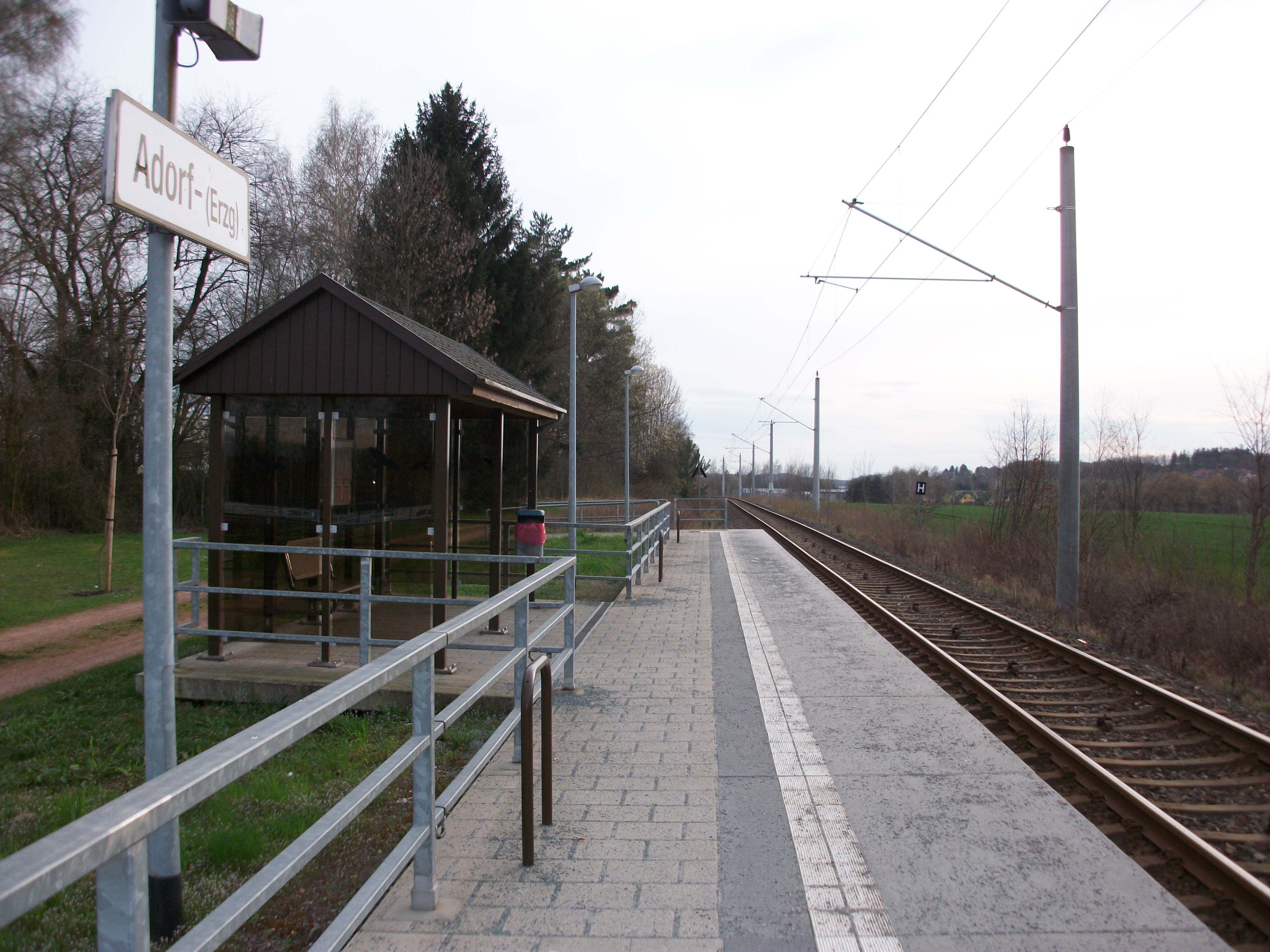
Haltepunkt Adorf (Erzgeb) (2016)

Der Haltepunkt Adorf (Erzgeb) (bis 1911 Haltepunkt Adorf i Ergeb) wurde 1909 eingerichtet. Die Station liegt nördlich der namensgebenden Ortschaft Adorf/Erzgeb. Die ursprünglich vorhandene hölzerne Wartehalle wurde mittlerweile abgerissen.
 Neukirchen-Klaffenbach ⊙

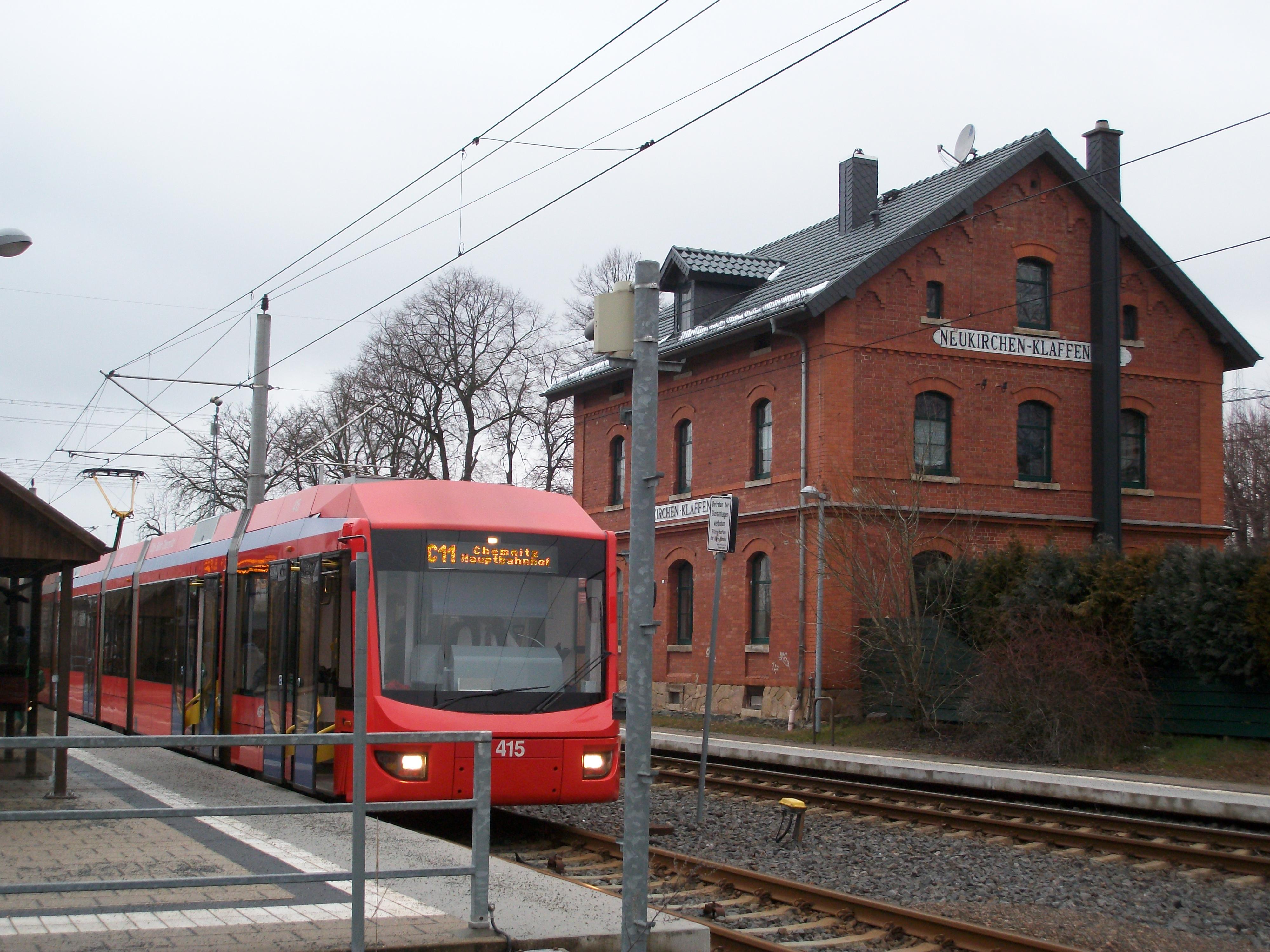
Empfangsgebäude des Bahnhofs Neukirchen-Klaffenbach mit City-Bahn (2016)

Der Bahnhof Neukirchen-Klaffenbach wurde am 1. Oktober 1895 als Bahnhof Neukirchen i Erzgeb eröffnet. 1903 erfolgte die Umbenennung in Neukirchen-Klaffenbach. Der Bahnhof besitzt ein markantes Empfangsgebäude aus roten Ziegelsteinen. Er befindet sich im Tal der Würschnitz an der Ortsgrenze von Neukirchen und dem heute Chemnitzer Stadtteil Klaffenbach. In seiner Nähe befindet sich das Wasserschloss Klaffenbach
Klaffenbach ⊙
Bedeutend jünger als der Bahnhof Neukirchen-Klaffenbach ist der Haltepunkt Klaffenbach. Er entstand im Zuge der Streckensanierung am 15. Dezember 2002 in der Nähe eines Einkaufszentrums an der Kreuzung Klaffenbacher Hauptstraße/Chemnitzer Straße mit der Würschnitztalstraße.

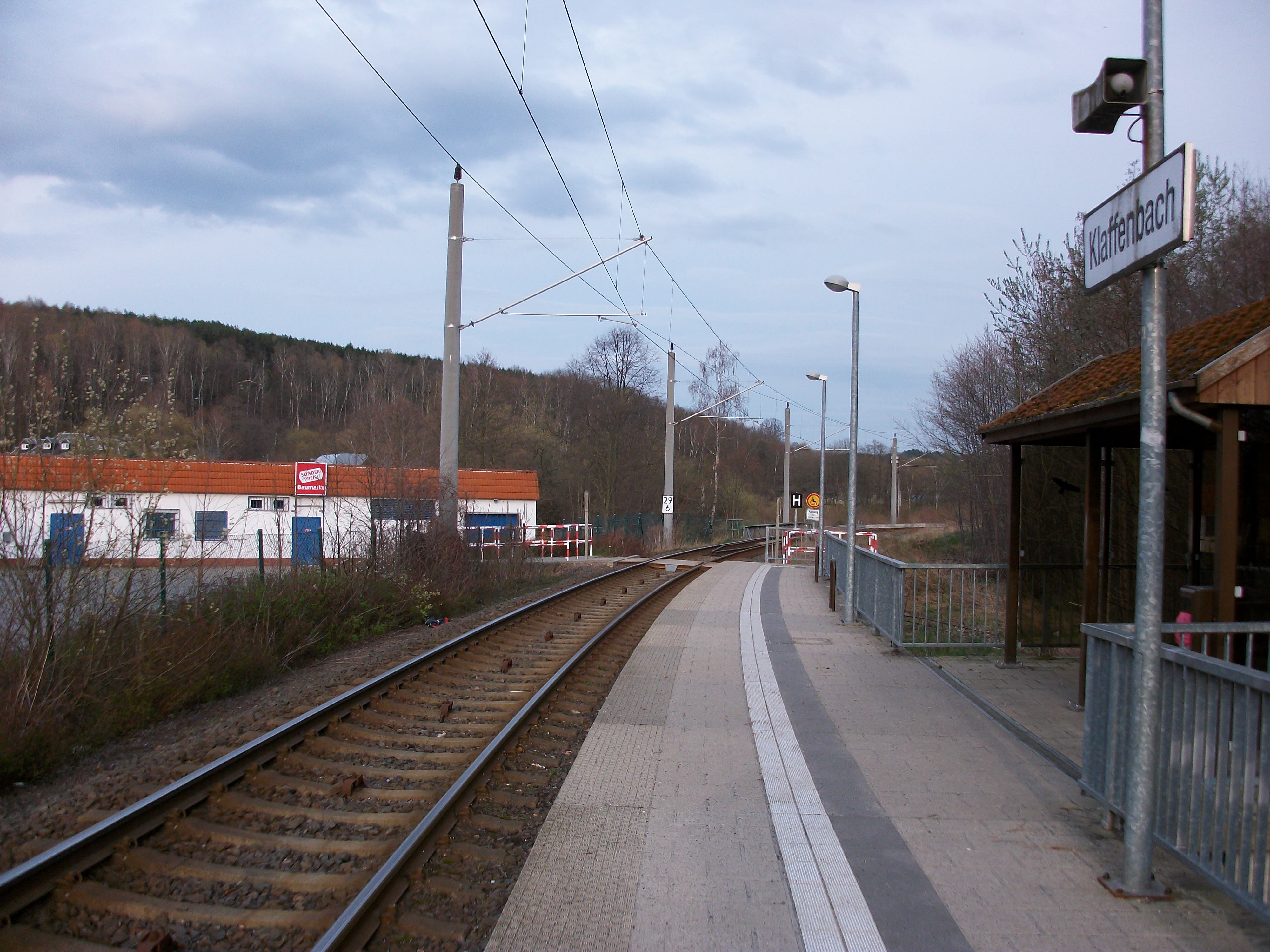
Haltepunkt Klaffenbach (2016)
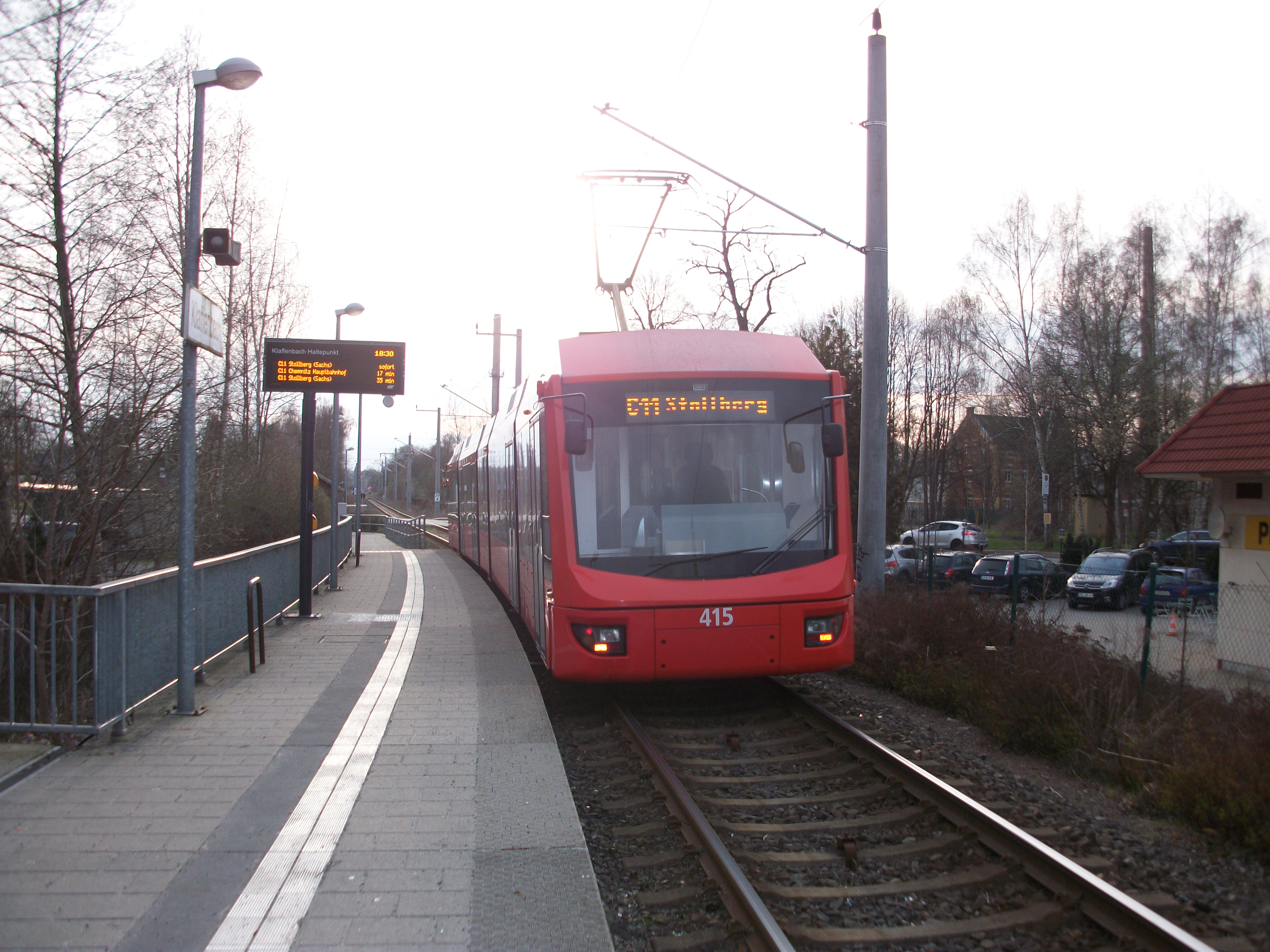
Haltepunkt Klaffenbach mit City-Bahn (2016)

Chemnitz Friedrichstraße ⊙
Der Haltepunkt Chemnitz Friedrichstraße wurde erst 2006 eingerichtet und ist somit einer der jüngsten Stationen der Strecke. Er liegt in Chemnitzer Stadtteil Harthau direkt an der Würschnitz und besitzt ein modernes Wartehäuschen.
Chemnitz Harthau ⊙
Der Haltepunkt Chemnitz Harthau wurde am 1. Oktober 1895 eingerichtet. Die Station liegt im Zentrum von Harthau. Im Laufe ihres Bestehens trug sie folgende Namen:
- bis 1911: Harthau i Erzgeb
- bis 1933: Harthau b Chemnitz
- bis 1953: Chemnitz-Harthau
- bis 1990: Karl-Marx-Stadt-Harthau
- seit 1990: Chemnitz-Harthau

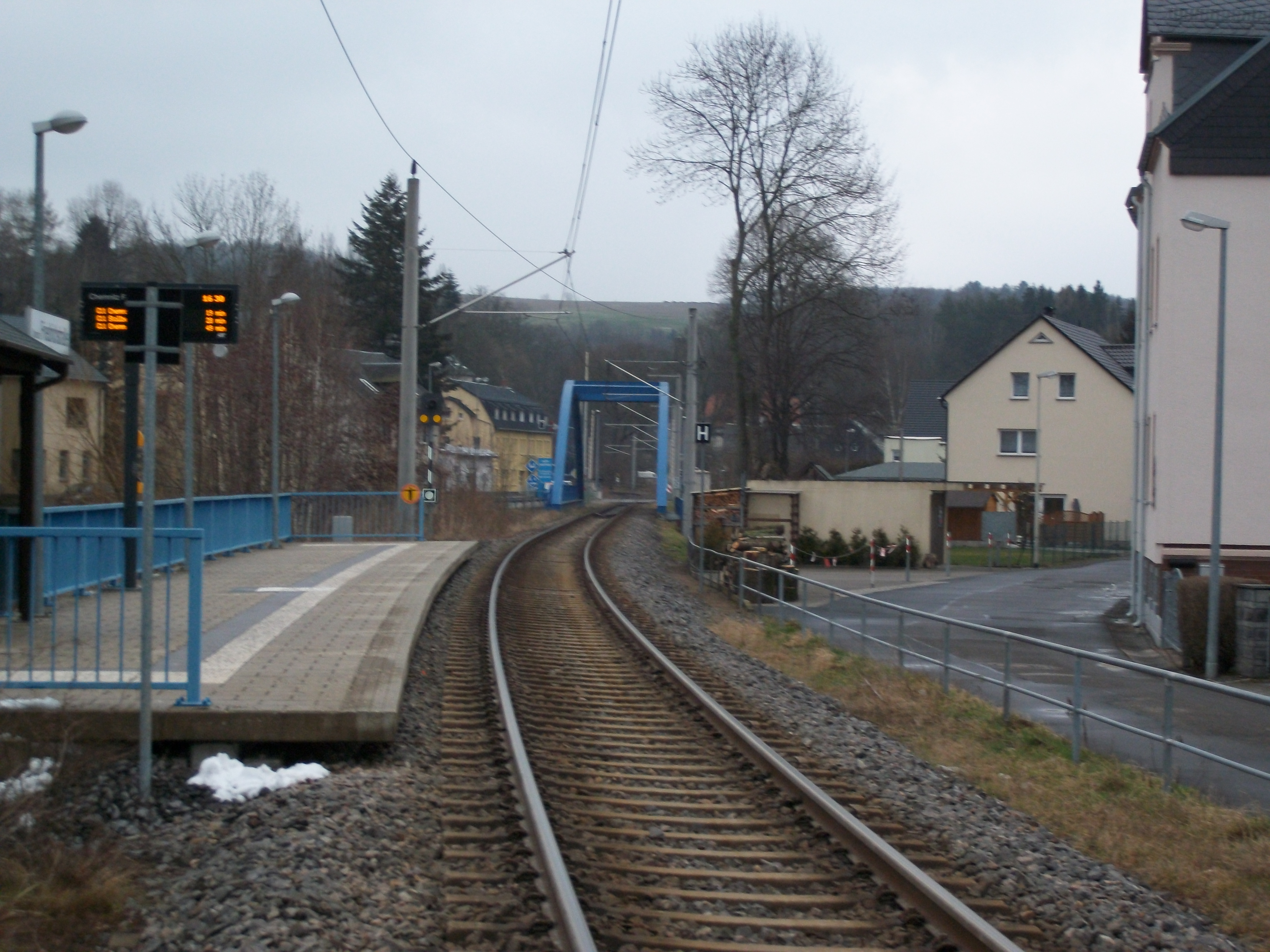
Haltepunkt Chemnitz-Friedrichstraße mit Eisenbahnviadukt (2016)
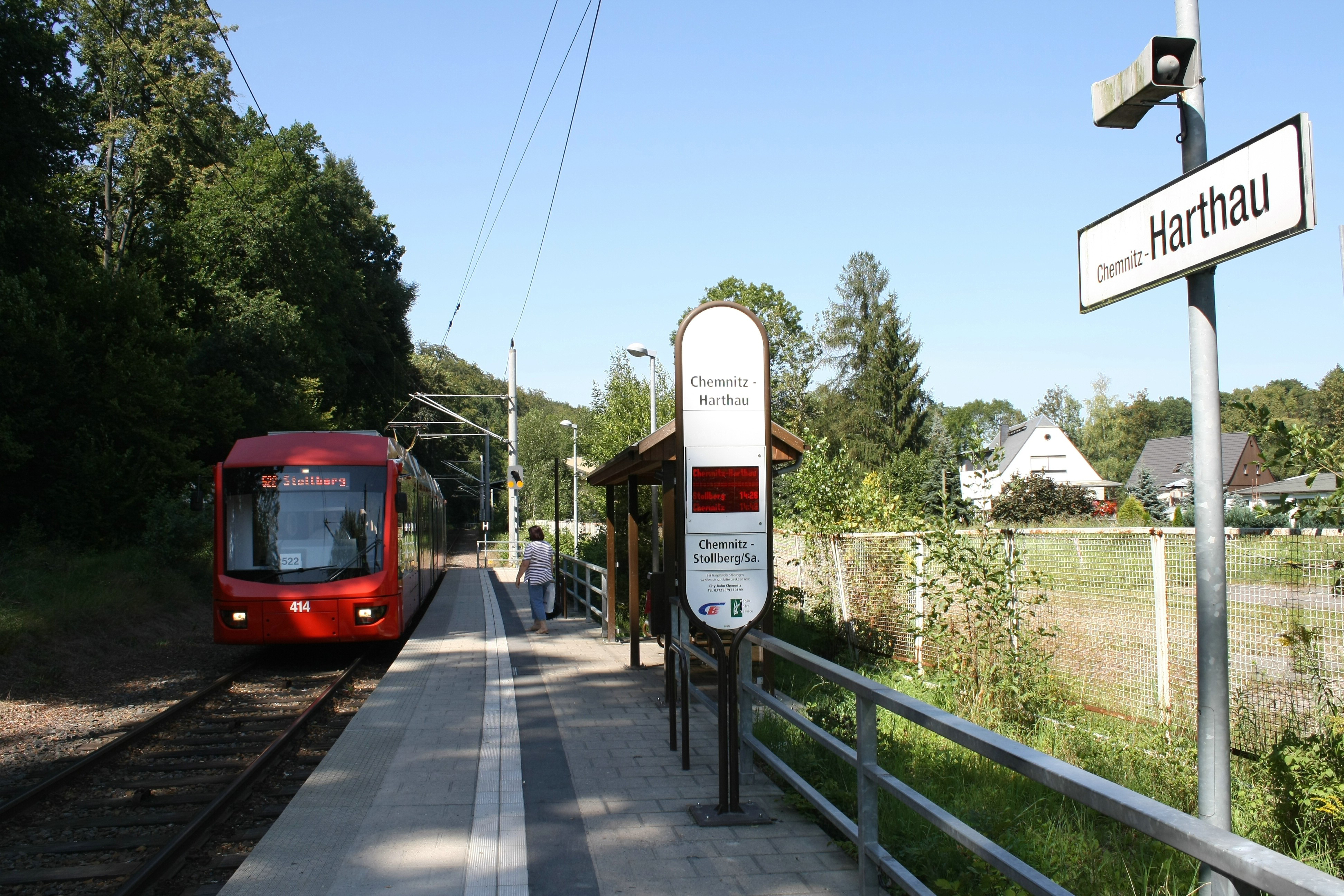
Haltepunkt Chemnitz-Harthau (2009)
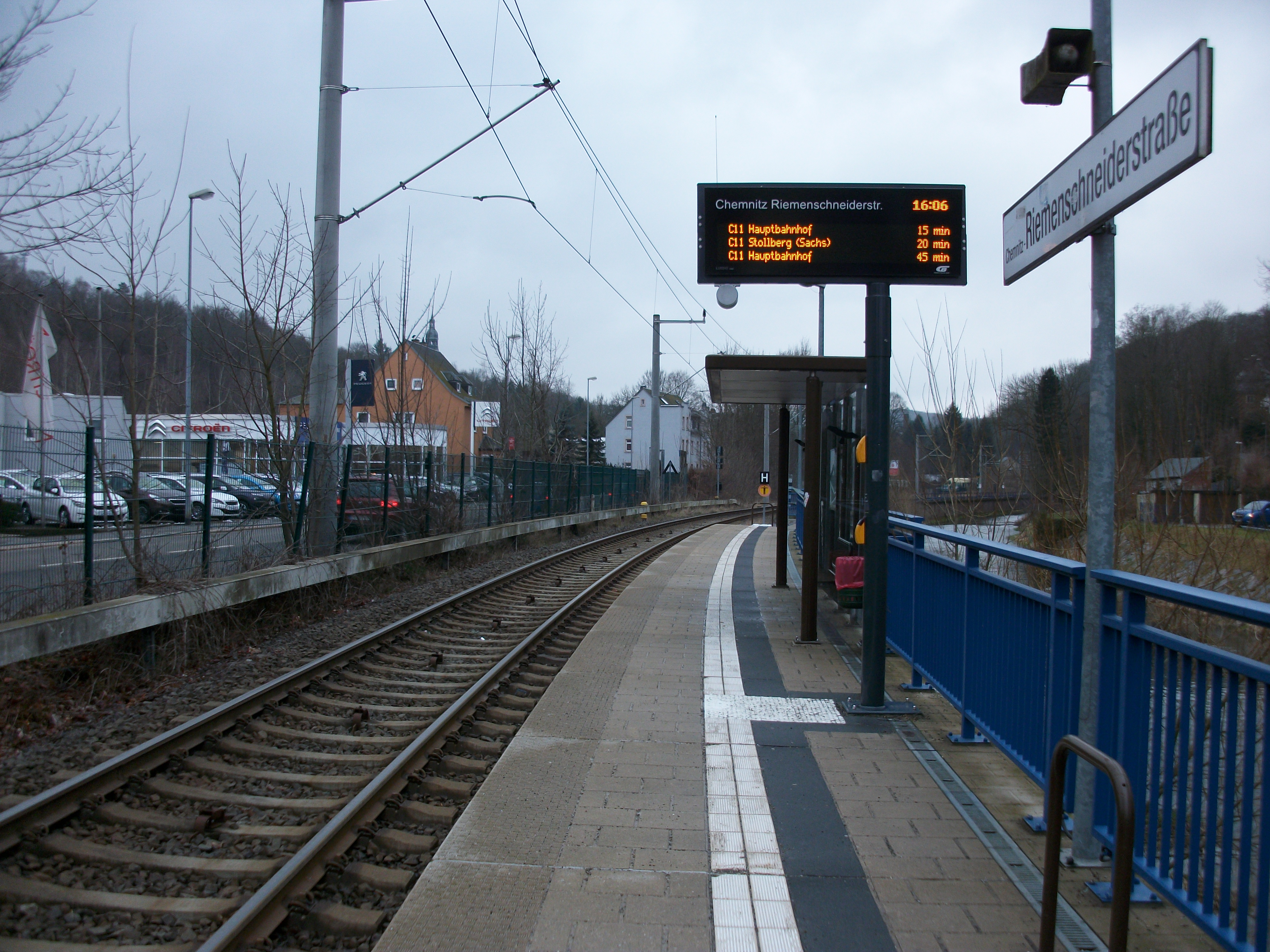
Haltepunkt Chemnitz-Riemenschneiderstraße (2016)

Chemnitz Riemenschneiderstraße ⊙
Der Haltepunkt Chemnitz Riemenschneiderstraße wurde am 15. Dezember 2002 eingerichtet. Er liegt in Chemnitzer Stadtteil Harthau zwischen der Würschnitz und der Annaberger Straße (Bundesstraße 95). Er besitzt ein modernes Wartehäuschen.

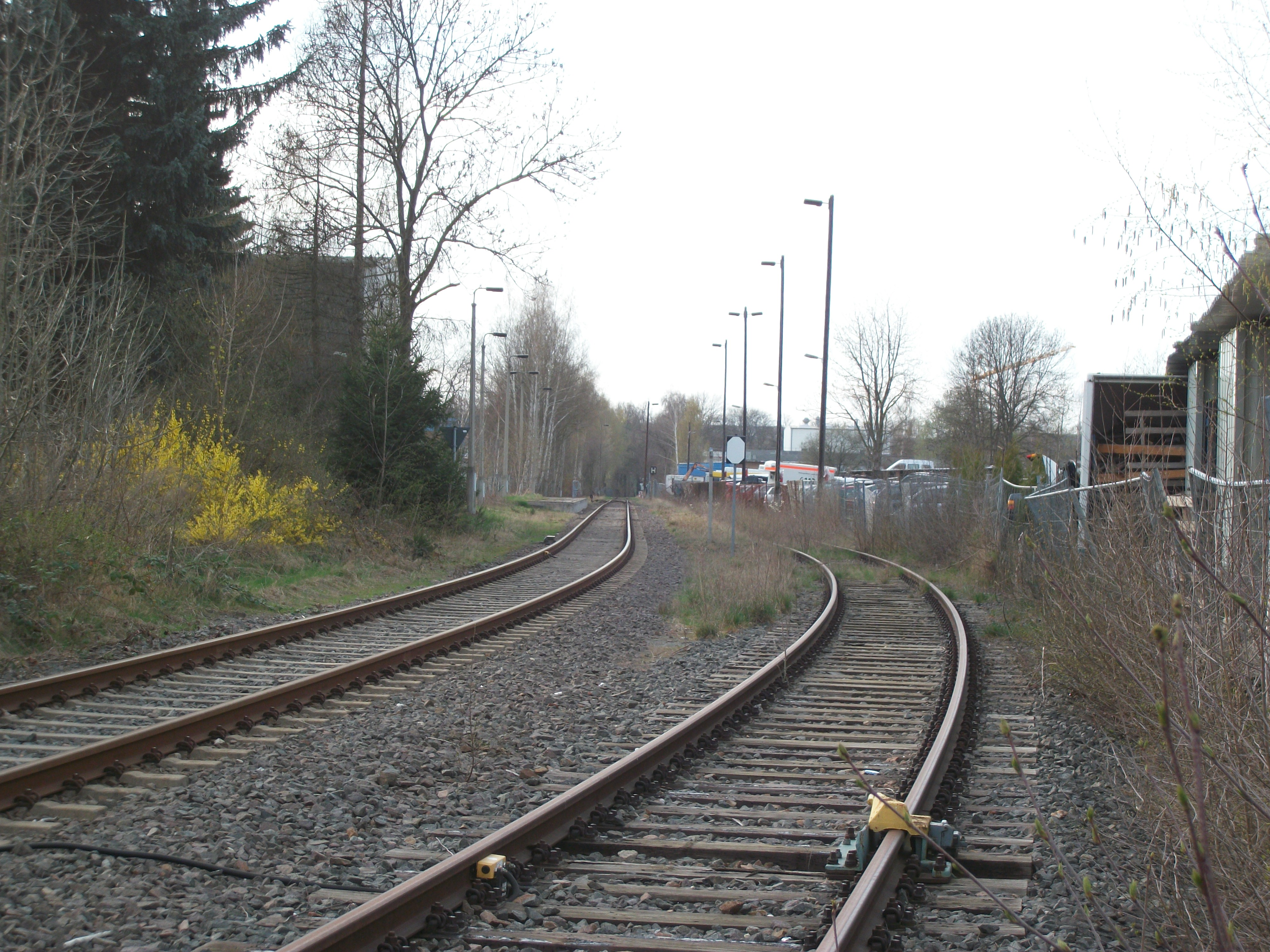
Ehem. Bahnhof Chemnitz-Zwönitzbrücke (2016)

Chemnitz Zwönitzbrücke ⊙
Die Station trug vier verschiedene Namen, im Einzelnen waren dies:
- bis 31. Januar 1905: Niederharthau
- bis 1953: Oberaltchemnitz
- bis 1990: Karl-Marx-Stadt Zwönitzbrücke
- seit 1990: Chemnitz Zwönitzbrücke

Zunächst nur eine Haltestelle, wurde der Bahnhof Oberaltchemnitz 1905 zum Bahnhof erhoben. Vor allem im Güterverkehr kam dieser in einem Industriegebiet gelegenen Station eine enorme Bedeutung zu. Mit der Umsetzung des Chemnitzer Modells im Jahr 2002 ist der Bahnhof ohne Personenverkehr. Die Bahnen schwenken aus Richtung Stollberg (Sachs) kurz von dem Bahnhof in die Gleise der Straßenbahn an der Wendeschleife Altchemnitz ein. Nach einem Brand im Jahr 2009 wurde das Bahnhofsgebäude vollständig abgetragen. Die Bahnsteige sind über die Schulstraße nicht mehr öffentlich zugänglich.

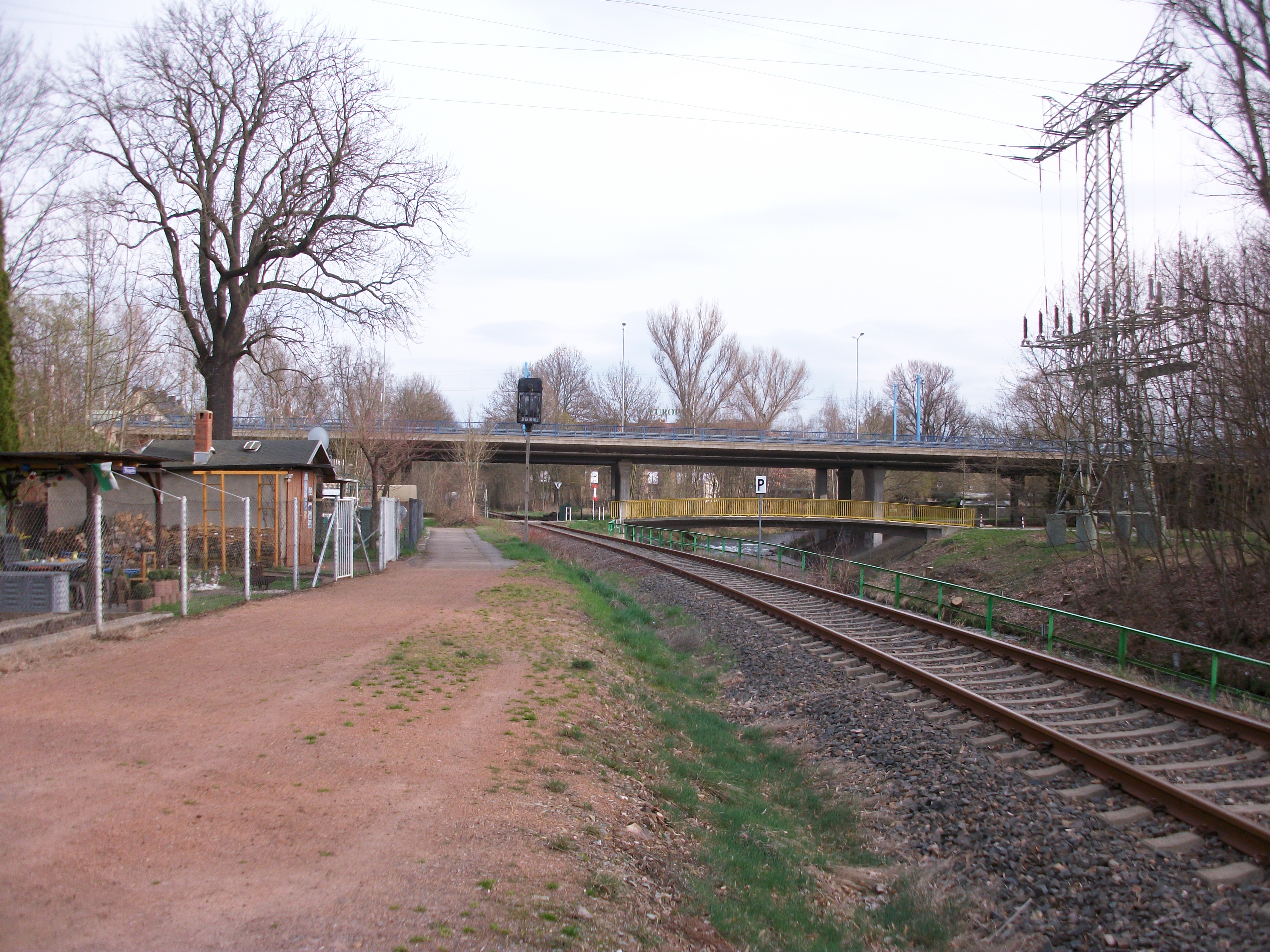
Standort des ehem. Haltepunkts Markersdorfer Straße, im Hintergrund der Südring (2016)

Karl-Marx-Stadt Markersdorfer Straße ⊙
Die Station wurde am 1. Oktober 1895 eröffnet und trug drei verschiedene Namen, im Einzelnen waren dies:
- bis 1905: Oberaltchemnitz
- bis 1953: Altchemnitz
- bis zur Schließung 1977: Karl-Marx-Stadt Markersdorfer Straße

Die Haltestelle wurde nach der Eröffnung der weiter in Richtung Bahnhof Chemnitz Süd gelegenen Haltestelle Karl-Marx-Stadt Scheffelstraße am 15. September 1977 geschlossen. Von der Haltestelle sind keine baulichen Überreste vorhanden. Sie befindet sich im Bereich der Brücke des Chemnitzer Südrings, der in den 1970er Jahren erbaut wurde.
Chemnitz Stadtpark ⊙
Die Haltestelle an der Scheffelstraße wurde am 27. Dezember 1972 eröffnet und ersetzte in der Folgezeit den Haltepunkt an der Markersdorfer Straße.
Die Station trug drei verschiedene Namen, im Einzelnen waren dies:
- 1972 bis 1976: Karl-Marx-Stadt Scheffelstraße
- bis 1990: Karl-Marx-Stadt Stadtpark
- seit 1990: Chemnitz Stadtpark

Mit der Umsetzung des Chemnitzer Modells im Jahr 2002 ist der Haltepunkt ohne Personenverkehr. Er ist über die Scheffelstraße erreichbar. Das alte Wartehäuschen und ein Teil des Stationsschildes sind noch vorhanden.

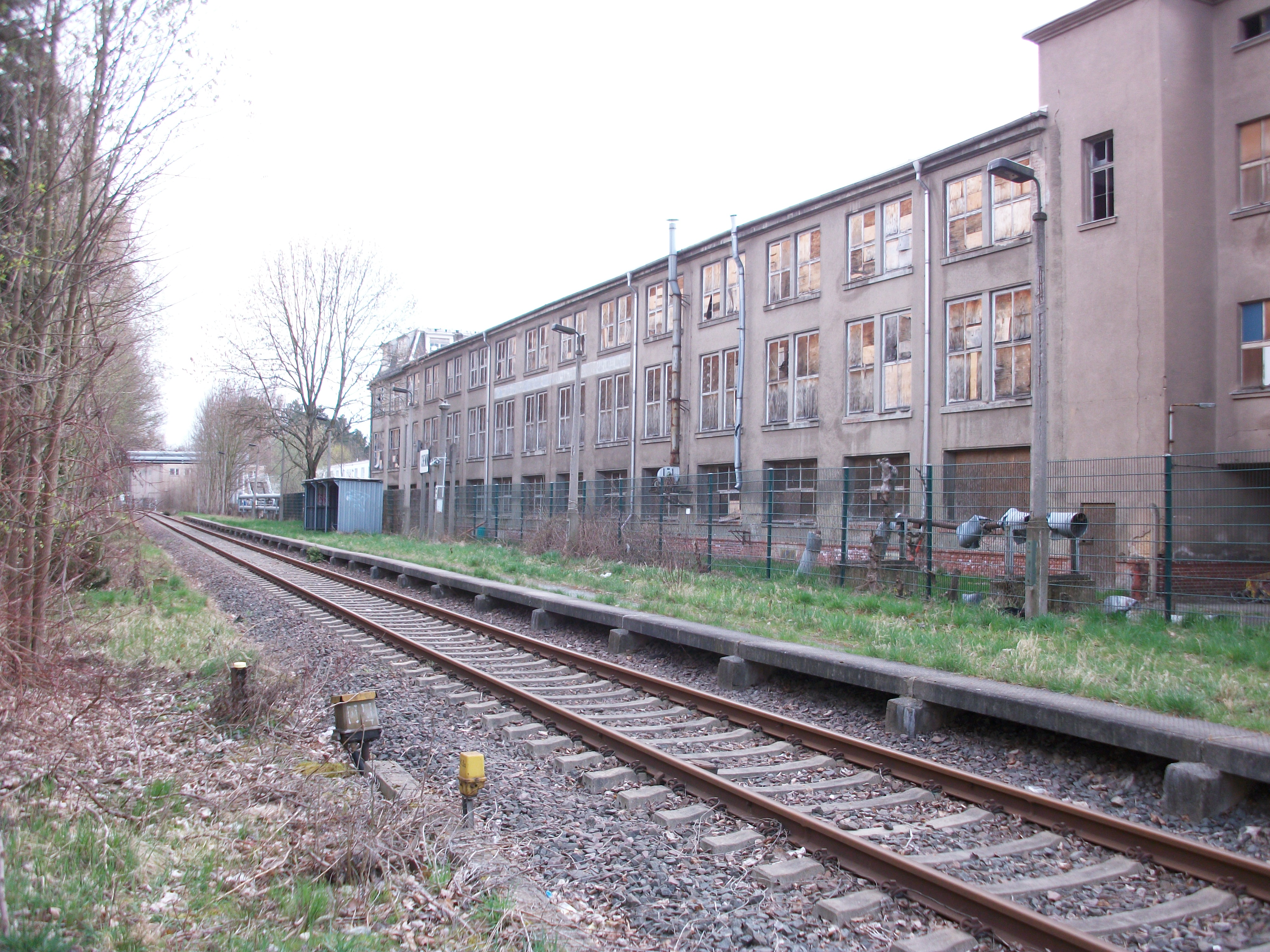
Ehem. Haltepunkt Chemnitz-Stadtpark (2016)
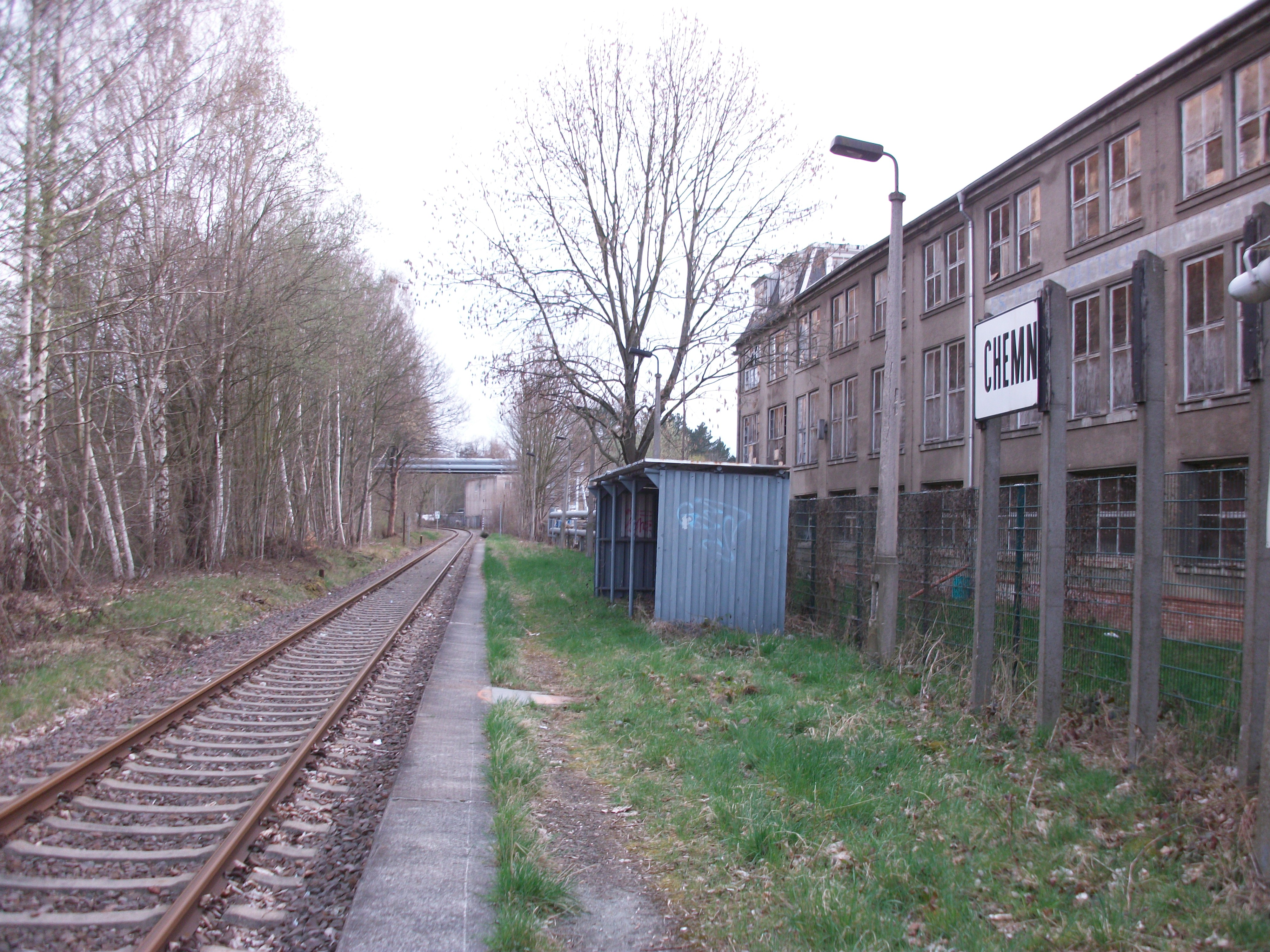
Ehem. Haltepunkt Chemnitz-Stadtpark (2016)

Chemnitz Süd ⊙

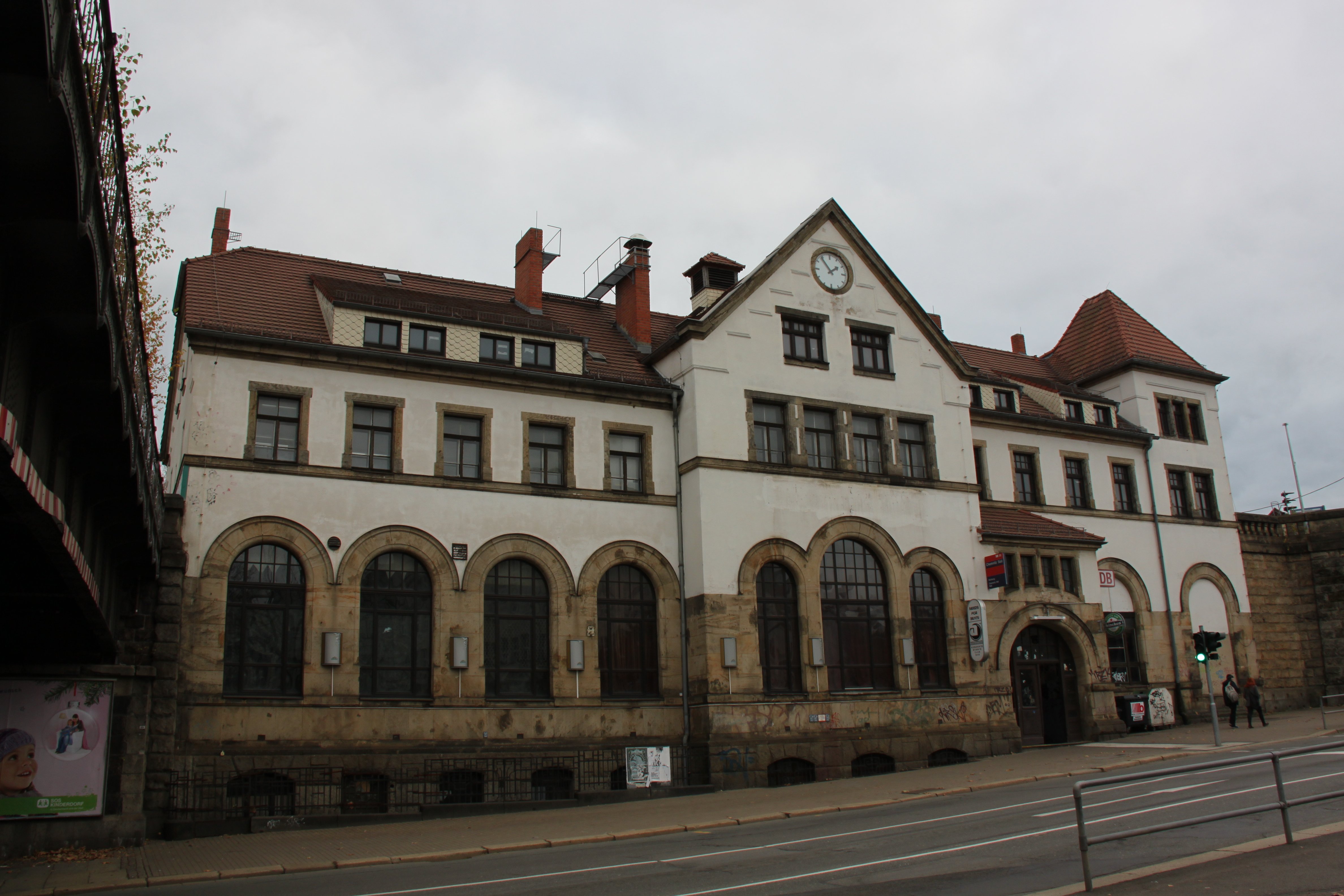
Bahnhof Chemnitz Süd (2011)

Der Bahnhof trug folgende fünf Namen:
- bis 1905: Altchemnitz
- bis 1911: Chemnitz Südbahnhof
- bis 1953: Chemnitz Süd
- bis 1990: Karl-Marx-Stadt Süd
- seit 1990: Chemnitz Süd

Der Bahnhof entstand erst mit dem Bau der Bahnstrecke Chemnitz–Aue–Adorf, an dem im Jahr 1858 eröffneten Streckenabschnitt Chemnitz–Zwickau der durchgehenden Verbindung von Dresden nach Werdau war noch keine Station eingerichtet worden. Da die CAAE ihre Bahnstrecke nicht bis in den Bahnhof Chemnitz führen durfte, entstand ein eigener Bahnhof. Für den Güterverkehr wurde ein Verbindungsgleis eingerichtet, Reisende mussten die circa zwei Kilometer Entfernung bis zum Bahnhof Chemnitz zu Fuß zurücklegen. Erst nach der Verstaatlichung der CAAE im Sommer 1876 wurden die Personenzüge bis zum Bahnhof Chemnitz weitergeführt.
Durch die Einbindung der Strecke von Stollberg stieg die Verkehrsbedeutung der Station weiter an. Am 16. Dezember 2002 wurde die Eisenbahnstrecke nach Stollberg/Erzgeb. als Pilotstrecke (Stufe 0) des Chemnitzer Modells eröffnet. Seitdem verkehren die Züge vom Chemnitzer Hauptbahnhof nach Stollberg nicht mehr über die Gleise 3 und 4 der CA-Linie des Bahnhofs Chemnitz Süd, sondern über die Zentralhaltestelle bis zur Haltestelle „Altchemnitz“ über die Straßenbahngleise in der Annaberger Straße.

### Ingenieurbauten
Tunnel Harthau

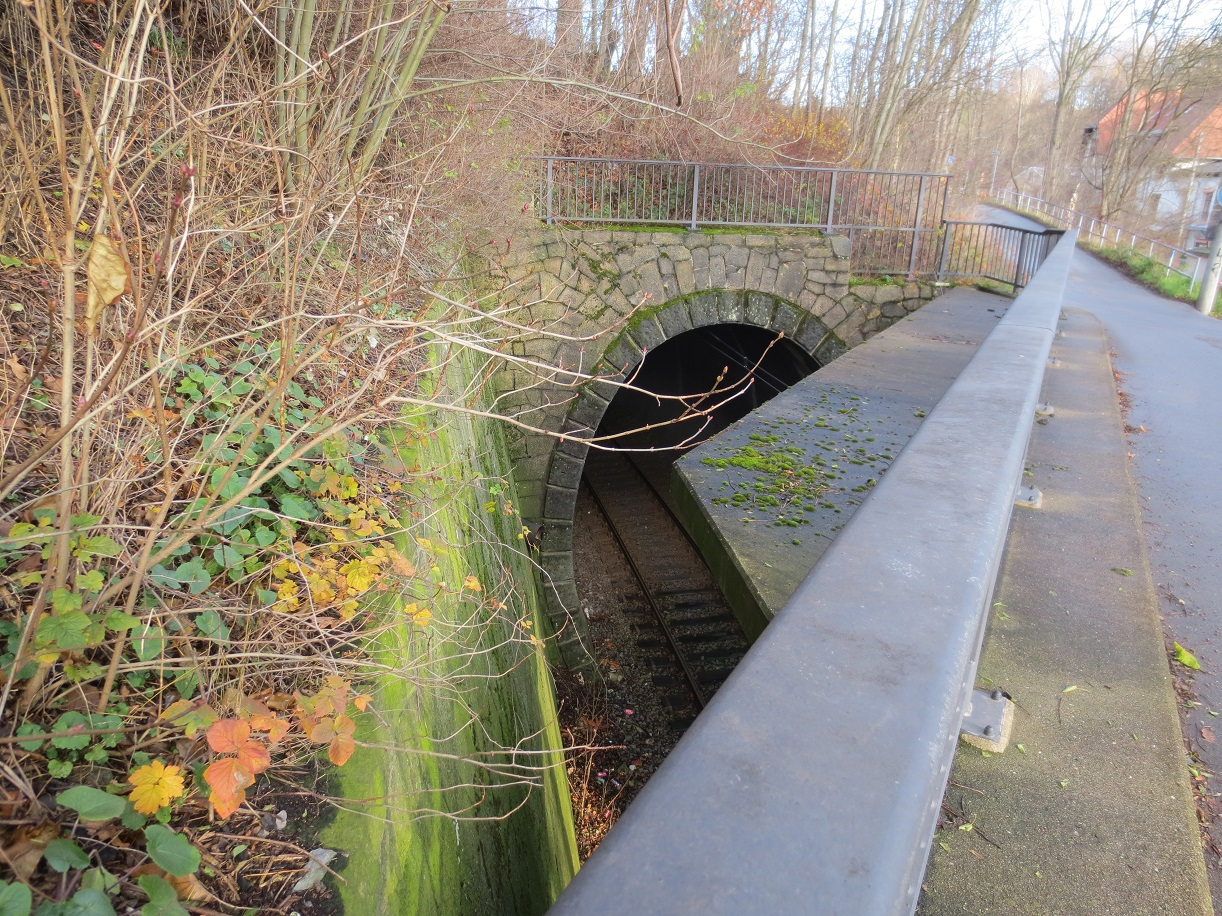
Südliches Portal des Tunnels Harthau von der unmittelbar davor befindlichen Straßenüberführung aus gesehen

Der 46 Meter lange Tunnel Harthau⊙ liegt bei Streckenkilometer 31,2 in einem 247 Meter Radius. Gebaut wurde er in Gewölbeausführung durch das Bauunternehmen Liebold & Co. aus Holzminden.